# Llista d'asteroides (274001-275000)
Llista d'asteroides del 274.001 al 275.000, amb data de descoberta i descobridor. És un fragment de la llista d'asteroides completa. Als asteroides se'ls dona un número quan es confirma la seva òrbita, per tant apareixen llistats aproximadament segons la data de descobriment.

## 274001-274100
| Nom            | Designació provisional | Data de descobriment   | Lloc de descobriment | Descobridor/s          |
| -------------- | ---------------------- | ---------------------- | -------------------- | ---------------------- |
| 274001         | 2007 PG1               | 4 d'agost de 2007      | Great Shefford       | P. Birtwhistle         |
| 274002         | 2007 PW12              | 8 d'agost de 2007      | Socorro              | LINEAR                 |
| 274003         | 2007 PF17              | 9 d'agost de 2007      | Dauban               | Chante-Perdrix         |
| 274004         | 2007 PS21              | 9 d'agost de 2007      | Socorro              | LINEAR                 |
| 274005         | 2007 PX23              | 12 d'agost de 2007     | Socorro              | LINEAR                 |
| 274006         | 2007 PJ38              | 14 d'agost de 2007     | Socorro              | LINEAR                 |
| 274007         | 2007 PN39              | 15 d'agost de 2007     | Altschwendt          | W. Ries                |
| 274008         | 2007 PC41              | 13 d'agost de 2007     | Socorro              | LINEAR                 |
| 274009         | 2007 PH45              | 10 d'agost de 2007     | Kitt Peak            | Spacewatch             |
| 274010         | 2007 PG46              | 10 d'agost de 2007     | Kitt Peak            | Spacewatch             |
| 274011         | 2007 PA50              | 10 d'agost de 2007     | Kitt Peak            | Spacewatch             |
| 274012         | 2007 QY5               | 21 d'agost de 2007     | Anderson Mesa        | LONEOS                 |
| 274013         | 2007 QB10              | 22 d'agost de 2007     | Socorro              | LINEAR                 |
| 274014         | 2007 QS10              | 23 d'agost de 2007     | Kitt Peak            | Spacewatch             |
| 274015         | 2007 QS15              | 21 d'agost de 2007     | Anderson Mesa        | LONEOS                 |
| 274016         | 2007 RL4               | 3 de setembre de 2007  | Catalina             | CSS                    |
| 274017         | 2007 RU4               | 3 de setembre de 2007  | Catalina             | CSS                    |
| 274018         | 2007 RB6               | 5 de setembre de 2007  | Dauban               | Chante-Perdrix         |
| 274019         | 2007 RL15              | 12 de setembre de 2007 | Hibiscus             | S. F. Hoenig, N. Teamo |
| 274020         | 2007 RW15              | 12 de setembre de 2007 | Taunus               | S. Karge, E. Schwab    |
| 274021         | 2007 RB18              | 12 de setembre de 2007 | Gaisberg             | R. Gierlinger          |
| 274022         | 2007 RZ18              | 13 de setembre de 2007 | Dauban               | Chante-Perdrix         |
| 274023         | 2007 RE21              | 3 de setembre de 2007  | Catalina             | CSS                    |
| 274024         | 2007 RK21              | 3 de setembre de 2007  | Catalina             | CSS                    |
| 274025         | 2007 RM22              | 3 de setembre de 2007  | Catalina             | CSS                    |
| 274026         | 2007 RT29              | 4 de setembre de 2007  | Catalina             | CSS                    |
| 274027         | 2007 RE50              | 9 de setembre de 2007  | Kitt Peak            | Spacewatch             |
| 274028         | 2007 RF77              | 10 de setembre de 2007 | Mount Lemmon         | Mt. Lemmon Survey      |
| 274029         | 2007 RS91              | 10 de setembre de 2007 | Mount Lemmon         | Mt. Lemmon Survey      |
| 274030         | 2007 RH95              | 10 de setembre de 2007 | Kitt Peak            | Spacewatch             |
| 274031         | 2007 RE113             | 11 de setembre de 2007 | Kitt Peak            | Spacewatch             |
| 274032         | 2007 RL124             | 12 de setembre de 2007 | Mount Lemmon         | Mt. Lemmon Survey      |
| 274033         | 2007 RG134             | 12 de setembre de 2007 | Catalina             | CSS                    |
| 274034         | 2007 RH137             | 14 de setembre de 2007 | Mount Lemmon         | Mt. Lemmon Survey      |
| 274035         | 2007 RR144             | 14 de setembre de 2007 | Socorro              | LINEAR                 |
| 274036         | 2007 RM164             | 10 de setembre de 2007 | Kitt Peak            | Spacewatch             |
| 274037         | 2007 RG188             | 9 de setembre de 2007  | Anderson Mesa        | LONEOS                 |
| 274038         | 2007 RY208             | 10 de setembre de 2007 | Kitt Peak            | Spacewatch             |
| 274039         | 2007 RL211             | 11 de setembre de 2007 | Mount Lemmon         | Mt. Lemmon Survey      |
| 274040         | 2007 RZ215             | 12 de setembre de 2007 | Kitt Peak            | Spacewatch             |
| 274041         | 2007 RL246             | 12 de setembre de 2007 | Kitt Peak            | Spacewatch             |
| 274042         | 2007 RJ275             | 6 de setembre de 2007  | Siding Spring        | Siding Spring Survey   |
| 274043         | 2007 RU279             | 8 de setembre de 2007  | Siding Spring        | Siding Spring Survey   |
| 274044         | 2007 RY279             | 9 de setembre de 2007  | Anderson Mesa        | LONEOS                 |
| 274045         | 2007 RQ295             | 14 de setembre de 2007 | Mount Lemmon         | Mt. Lemmon Survey      |
| 274046         | 2007 RP310             | 6 de setembre de 2007  | Siding Spring        | Siding Spring Survey   |
| 274047         | 2007 RX311             | 5 de setembre de 2007  | Anderson Mesa        | LONEOS                 |
| 274048         | 2007 RC312             | 11 de setembre de 2007 | Catalina             | CSS                    |
| 274049         | 2007 RK315             | 9 de setembre de 2007  | Mount Lemmon         | Mt. Lemmon Survey      |
| 274050         | 2007 RT319             | 13 de setembre de 2007 | Socorro              | LINEAR                 |
| 274051         | 2007 RC321             | 13 de setembre de 2007 | Socorro              | LINEAR                 |
| 274052         | 2007 SC1               | 19 de setembre de 2007 | Mayhill              | A. Lowe                |
| 274053         | 2007 SM20              | 25 de setembre de 2007 | Mount Lemmon         | Mt. Lemmon Survey      |
| 274054         | 2007 TA9               | 6 d'octubre de 2007    | Bergisch Gladbac     | W. Bickel              |
| 274055         | 2007 TW18              | 9 d'octubre de 2007    | Catalina             | CSS                    |
| 274056         | 2007 TP24              | 11 d'octubre de 2007   | Eskridge             | G. Hug                 |
| 274057         | 2007 TW58              | 5 d'octubre de 2007    | Kitt Peak            | Spacewatch             |
| 274058         | 2007 TD69              | 13 d'octubre de 2007   | Altschwendt          | W. Ries                |
| 274059         | 2007 TB95              | 7 d'octubre de 2007    | Catalina             | CSS                    |
| 274060         | 2007 TF111             | 8 d'octubre de 2007    | Catalina             | CSS                    |
| 274061         | 2007 TC135             | 8 d'octubre de 2007    | Kitt Peak            | Spacewatch             |
| 274062         | 2007 TH147             | 7 d'octubre de 2007    | Socorro              | LINEAR                 |
| 274063         | 2007 TZ149             | 9 d'octubre de 2007    | Socorro              | LINEAR                 |
| 274064         | 2007 TM274             | 11 d'octubre de 2007   | Kitt Peak            | Spacewatch             |
| 274065         | 2007 TR283             | 8 d'octubre de 2007    | Mount Lemmon         | Mt. Lemmon Survey      |
| 274066         | 2007 TB287             | 11 d'octubre de 2007   | Mount Lemmon         | Mt. Lemmon Survey      |
| 274067         | 2007 TZ421             | 15 d'octubre de 2007   | Catalina             | CSS                    |
| 274068         | 2007 TN428             | 11 d'octubre de 2007   | Catalina             | CSS                    |
| 274069         | 2007 VU188             | 12 de novembre de 2007 | Socorro              | LINEAR                 |
| 274070         | 2007 VL193             | 4 de novembre de 2007  | Mount Lemmon         | Mt. Lemmon Survey      |
| 274071         | 2007 XE4               | 3 de desembre de 2007  | Catalina             | CSS                    |
| 274072         | 2007 XM17              | 8 de desembre de 2007  | Bisei SG Center      | BATTeRS                |
| 274073         | 2007 XH32              | 15 de desembre de 2007 | Catalina             | CSS                    |
| 274074         | 2007 XO33              | 10 de desembre de 2007 | Socorro              | LINEAR                 |
| 274075         | 2007 XV38              | 13 de desembre de 2007 | Socorro              | LINEAR                 |
| 274076         | 2007 YW21              | 16 de desembre de 2007 | Kitt Peak            | Spacewatch             |
| 274077         | 2007 YK34              | 28 de desembre de 2007 | Kitt Peak            | Spacewatch             |
| 274078         | 2007 YT43              | 30 de desembre de 2007 | Kitt Peak            | Spacewatch             |
| 274079         | 2008 AE25              | 10 de gener de 2008    | Mount Lemmon         | Mt. Lemmon Survey      |
| 274080         | 2008 AJ25              | 10 de gener de 2008    | Mount Lemmon         | Mt. Lemmon Survey      |
| 274081         | 2008 AB33              | 11 de gener de 2008    | Kitt Peak            | Spacewatch             |
| 274082         | 2008 AM60              | 11 de gener de 2008    | Kitt Peak            | Spacewatch             |
| 274083         | 2008 AK85              | 13 de gener de 2008    | Kitt Peak            | Spacewatch             |
| 274084 Baldone | 2008 AU101             | 3 de gener de 2008     | Baldone              | K. Cernis, I. Eglitis  |
| 274085         | 2008 AF112             | 12 de gener de 2008    | Catalina             | CSS                    |
| 274086         | 2008 BN23              | 31 de gener de 2008    | Mount Lemmon         | Mt. Lemmon Survey      |
| 274087         | 2008 BF40              | 31 de gener de 2008    | Catalina             | CSS                    |
| 274088         | 2008 BT49              | 19 de gener de 2008    | Mount Lemmon         | Mt. Lemmon Survey      |
| 274089         | 2008 CA16              | 3 de febrer de 2008    | Kitt Peak            | Spacewatch             |
| 274090         | 2008 CJ52              | 7 de febrer de 2008    | Kitt Peak            | Spacewatch             |
| 274091         | 2008 CE63              | 8 de febrer de 2008    | Kitt Peak            | Spacewatch             |
| 274092         | 2008 CZ71              | 9 de febrer de 2008    | Socorro              | LINEAR                 |
| 274093         | 2008 CO73              | 6 de febrer de 2008    | Catalina             | CSS                    |
| 274094         | 2008 CS91              | 8 de febrer de 2008    | Kitt Peak            | Spacewatch             |
| 274095         | 2008 CQ94              | 8 de febrer de 2008    | Mount Lemmon         | Mt. Lemmon Survey      |
| 274096         | 2008 CZ115             | 10 de febrer de 2008   | Mount Lemmon         | Mt. Lemmon Survey      |
| 274097         | 2008 CS135             | 8 de febrer de 2008    | Kitt Peak            | Spacewatch             |
| 274098         | 2008 CA149             | 9 de febrer de 2008    | Mount Lemmon         | Mt. Lemmon Survey      |
| 274099         | 2008 CF172             | 12 de febrer de 2008   | Siding Spring        | Siding Spring Survey   |
| 274100         | 2008 CX174             | 13 de febrer de 2008   | Anderson Mesa        | LONEOS                 |

## 274101-274200
| Nom                 | Designació provisional | Data de descobriment | Lloc de descobriment | Descobridor/s     |
| ------------------- | ---------------------- | -------------------- | -------------------- | ----------------- |
| 274101              | 2008 CG181             | 10 de febrer de 2008 | Catalina             | CSS               |
| 274102              | 2008 CF195             | 9 de febrer de 2008  | Mount Lemmon         | Mt. Lemmon Survey |
| 274103              | 2008 CJ195             | 10 de febrer de 2008 | Mount Lemmon         | Mt. Lemmon Survey |
| 274104              | 2008 CK199             | 13 de febrer de 2008 | Mount Lemmon         | Mt. Lemmon Survey |
| 274105              | 2008 DC4               | 26 de febrer de 2008 | Wildberg             | R. Apitzsch       |
| 274106              | 2008 DO19              | 27 de febrer de 2008 | Mount Lemmon         | Mt. Lemmon Survey |
| 274107              | 2008 DL21              | 28 de febrer de 2008 | Mount Lemmon         | Mt. Lemmon Survey |
| 274108              | 2008 DP22              | 29 de febrer de 2008 | Catalina             | CSS               |
| 274109              | 2008 DB23              | 26 de febrer de 2008 | Socorro              | LINEAR            |
| 274110              | 2008 DH26              | 26 de febrer de 2008 | Kitt Peak            | Spacewatch        |
| 274111              | 2008 DV29              | 26 de febrer de 2008 | Mount Lemmon         | Mt. Lemmon Survey |
| 274112              | 2008 DW38              | 27 de febrer de 2008 | Mount Lemmon         | Mt. Lemmon Survey |
| 274113              | 2008 DW45              | 28 de febrer de 2008 | Kitt Peak            | Spacewatch        |
| 274114              | 2008 DU47              | 28 de febrer de 2008 | Mount Lemmon         | Mt. Lemmon Survey |
| 274115              | 2008 DX66              | 29 de febrer de 2008 | Kitt Peak            | Spacewatch        |
| 274116              | 2008 DW73              | 27 de febrer de 2008 | Mount Lemmon         | Mt. Lemmon Survey |
| 274117              | 2008 DX82              | 28 de febrer de 2008 | Mount Lemmon         | Mt. Lemmon Survey |
| 274118              | 2008 DH83              | 29 de febrer de 2008 | Kitt Peak            | Spacewatch        |
| 274119              | 2008 DG88              | 18 de febrer de 2008 | Mount Lemmon         | Mt. Lemmon Survey |
| 274120              | 2008 EJ2               | 1 de març de 2008    | Mount Lemmon         | Mt. Lemmon Survey |
| 274121              | 2008 EY40              | 4 de març de 2008    | Kitt Peak            | Spacewatch        |
| 274122              | 2008 EB43              | 4 de març de 2008    | Mount Lemmon         | Mt. Lemmon Survey |
| 274123              | 2008 EX46              | 5 de març de 2008    | Mount Lemmon         | Mt. Lemmon Survey |
| 274124              | 2008 ET47              | 5 de març de 2008    | Kitt Peak            | Spacewatch        |
| 274125              | 2008 EV47              | 5 de març de 2008    | Kitt Peak            | Spacewatch        |
| 274126              | 2008 EN52              | 6 de març de 2008    | Kitt Peak            | Spacewatch        |
| 274127              | 2008 ER54              | 6 de març de 2008    | Kitt Peak            | Spacewatch        |
| 274128              | 2008 EB60              | 8 de març de 2008    | Catalina             | CSS               |
| 274129              | 2008 EF89              | 8 de març de 2008    | Socorro              | LINEAR            |
| 274130              | 2008 EZ96              | 7 de març de 2008    | Catalina             | CSS               |
| 274131              | 2008 EE121             | 9 de març de 2008    | Kitt Peak            | Spacewatch        |
| 274132              | 2008 EF132             | 11 de març de 2008   | Kitt Peak            | Spacewatch        |
| 274133              | 2008 EA139             | 11 de març de 2008   | Kitt Peak            | Spacewatch        |
| 274134              | 2008 EU151             | 9 de març de 2008    | Kitt Peak            | Spacewatch        |
| 274135              | 2008 FN4               | 25 de març de 2008   | Kitt Peak            | Spacewatch        |
| 274136              | 2008 FP5               | 28 de març de 2008   | Grove Creek          | F. Tozzi          |
| 274137 Angelaglinos | 2008 FC6               | 28 de març de 2008   | Vail-Jarnac          | Jarnac            |
| 274138              | 2008 FU6               | 29 de març de 2008   | Catalina             | CSS               |
| 274139              | 2008 FE15              | 26 de març de 2008   | Kitt Peak            | Spacewatch        |
| 274140              | 2008 FS25              | 27 de març de 2008   | Kitt Peak            | Spacewatch        |
| 274141              | 2008 FV50              | 28 de març de 2008   | Kitt Peak            | Spacewatch        |
| 274142              | 2008 FW54              | 28 de març de 2008   | Mount Lemmon         | Mt. Lemmon Survey |
| 274143              | 2008 FF56              | 28 de març de 2008   | Mount Lemmon         | Mt. Lemmon Survey |
| 274144              | 2008 FP60              | 29 de març de 2008   | Catalina             | CSS               |
| 274145              | 2008 FX65              | 28 de març de 2008   | Mount Lemmon         | Mt. Lemmon Survey |
| 274146              | 2008 FD66              | 28 de març de 2008   | Kitt Peak            | Spacewatch        |
| 274147              | 2008 FE66              | 28 de març de 2008   | Kitt Peak            | Spacewatch        |
| 274148              | 2008 FU66              | 28 de març de 2008   | Kitt Peak            | Spacewatch        |
| 274149              | 2008 FA67              | 28 de març de 2008   | Kitt Peak            | Spacewatch        |
| 274150              | 2008 FK68              | 28 de març de 2008   | Mount Lemmon         | Mt. Lemmon Survey |
| 274151              | 2008 FS70              | 28 de març de 2008   | Kitt Peak            | Spacewatch        |
| 274152              | 2008 FB76              | 31 de març de 2008   | Mount Lemmon         | Mt. Lemmon Survey |
| 274153              | 2008 FX76              | 27 de març de 2008   | Kitt Peak            | Spacewatch        |
| 274154              | 2008 FJ97              | 30 de març de 2008   | Kitt Peak            | Spacewatch        |
| 274155              | 2008 FH102             | 30 de març de 2008   | Kitt Peak            | Spacewatch        |
| 274156              | 2008 FH103             | 30 de març de 2008   | Kitt Peak            | Spacewatch        |
| 274157              | 2008 FS103             | 30 de març de 2008   | Kitt Peak            | Spacewatch        |
| 274158              | 2008 FY104             | 30 de març de 2008   | Kitt Peak            | Spacewatch        |
| 274159              | 2008 FM105             | 31 de març de 2008   | Kitt Peak            | Spacewatch        |
| 274160              | 2008 FR113             | 31 de març de 2008   | Kitt Peak            | Spacewatch        |
| 274161              | 2008 FA116             | 31 de març de 2008   | Mount Lemmon         | Mt. Lemmon Survey |
| 274162              | 2008 FH124             | 29 de març de 2008   | Kitt Peak            | Spacewatch        |
| 274163              | 2008 FK125             | 31 de març de 2008   | Kitt Peak            | Spacewatch        |
| 274164              | 2008 FX126             | 31 de març de 2008   | Kitt Peak            | Spacewatch        |
| 274165              | 2008 FU128             | 29 de març de 2008   | Mount Lemmon         | Mt. Lemmon Survey |
| 274166              | 2008 FL129             | 30 de març de 2008   | Kitt Peak            | Spacewatch        |
| 274167              | 2008 FH130             | 29 de març de 2008   | Kitt Peak            | Spacewatch        |
| 274168              | 2008 GZ11              | 1 d'abril de 2008    | Kitt Peak            | Spacewatch        |
| 274169              | 2008 GB37              | 3 d'abril de 2008    | Mount Lemmon         | Mt. Lemmon Survey |
| 274170              | 2008 GB39              | 3 d'abril de 2008    | Kitt Peak            | Spacewatch        |
| 274171              | 2008 GM47              | 4 d'abril de 2008    | Kitt Peak            | Spacewatch        |
| 274172              | 2008 GZ47              | 4 d'abril de 2008    | Kitt Peak            | Spacewatch        |
| 274173              | 2008 GT60              | 5 d'abril de 2008    | Catalina             | CSS               |
| 274174              | 2008 GT64              | 6 d'abril de 2008    | Kitt Peak            | Spacewatch        |
| 274175              | 2008 GC65              | 6 d'abril de 2008    | Kitt Peak            | Spacewatch        |
| 274176              | 2008 GW67              | 6 d'abril de 2008    | Kitt Peak            | Spacewatch        |
| 274177              | 2008 GE69              | 6 d'abril de 2008    | Kitt Peak            | Spacewatch        |
| 274178              | 2008 GJ69              | 6 d'abril de 2008    | Kitt Peak            | Spacewatch        |
| 274179              | 2008 GZ69              | 6 d'abril de 2008    | Mount Lemmon         | Mt. Lemmon Survey |
| 274180              | 2008 GB70              | 6 d'abril de 2008    | Mount Lemmon         | Mt. Lemmon Survey |
| 274181              | 2008 GN79              | 7 d'abril de 2008    | Kitt Peak            | Spacewatch        |
| 274182              | 2008 GA85              | 8 d'abril de 2008    | Mount Lemmon         | Mt. Lemmon Survey |
| 274183              | 2008 GT92              | 6 d'abril de 2008    | Mount Lemmon         | Mt. Lemmon Survey |
| 274184              | 2008 GX104             | 11 d'abril de 2008   | Kitt Peak            | Spacewatch        |
| 274185              | 2008 GG115             | 11 d'abril de 2008   | Kitt Peak            | Spacewatch        |
| 274186              | 2008 GH118             | 11 d'abril de 2008   | Catalina             | CSS               |
| 274187              | 2008 GG119             | 11 d'abril de 2008   | Kitt Peak            | Spacewatch        |
| 274188              | 2008 GL125             | 14 d'abril de 2008   | Mount Lemmon         | Mt. Lemmon Survey |
| 274189              | 2008 GG131             | 7 d'abril de 2008    | Kitt Peak            | Spacewatch        |
| 274190              | 2008 GB146             | 14 d'abril de 2008   | Kitt Peak            | Spacewatch        |
| 274191              | 2008 HU3               | 28 d'abril de 2008   | La Sagra             | La Sagra          |
| 274192              | 2008 HT6               | 24 d'abril de 2008   | Kitt Peak            | Spacewatch        |
| 274193              | 2008 HX12              | 24 d'abril de 2008   | Kitt Peak            | Spacewatch        |
| 274194              | 2008 HC14              | 25 d'abril de 2008   | Kitt Peak            | Spacewatch        |
| 274195              | 2008 HX16              | 25 d'abril de 2008   | Kitt Peak            | Spacewatch        |
| 274196              | 2008 HC21              | 26 d'abril de 2008   | Kitt Peak            | Spacewatch        |
| 274197              | 2008 HE21              | 26 d'abril de 2008   | Kitt Peak            | Spacewatch        |
| 274198              | 2008 HY22              | 27 d'abril de 2008   | Kitt Peak            | Spacewatch        |
| 274199              | 2008 HC31              | 29 d'abril de 2008   | Kitt Peak            | Spacewatch        |
| 274200              | 2008 HP33              | 26 d'abril de 2008   | Kitt Peak            | Spacewatch        |

## 274201-274300
| Nom             | Designació provisional | Data de descobriment   | Lloc de descobriment | Descobridor/s          |
| --------------- | ---------------------- | ---------------------- | -------------------- | ---------------------- |
| 274201          | 2008 HY33              | 27 d'abril de 2008     | Kitt Peak            | Spacewatch             |
| 274202          | 2008 HJ44              | 27 d'abril de 2008     | Mount Lemmon         | Mt. Lemmon Survey      |
| 274203          | 2008 HT44              | 28 d'abril de 2008     | Kitt Peak            | Spacewatch             |
| 274204          | 2008 HX50              | 29 d'abril de 2008     | Kitt Peak            | Spacewatch             |
| 274205          | 2008 HE52              | 29 d'abril de 2008     | Mount Lemmon         | Mt. Lemmon Survey      |
| 274206          | 2008 HF55              | 29 d'abril de 2008     | Kitt Peak            | Spacewatch             |
| 274207          | 2008 HE58              | 30 d'abril de 2008     | Mount Lemmon         | Mt. Lemmon Survey      |
| 274208          | 2008 HF62              | 30 d'abril de 2008     | Kitt Peak            | Spacewatch             |
| 274209          | 2008 HN65              | 30 d'abril de 2008     | Kitt Peak            | Spacewatch             |
| 274210          | 2008 HV66              | 26 d'abril de 2008     | Kitt Peak            | Spacewatch             |
| 274211          | 2008 HQ67              | 30 d'abril de 2008     | Mount Lemmon         | Mt. Lemmon Survey      |
| 274212          | 2008 JX                | 1 de maig de 2008      | Mount Lemmon         | Mt. Lemmon Survey      |
| 274213 Satriani | 2008 JA6               | 5 de maig de 2008      | Nogales              | J.-C. Merlin           |
| 274214          | 2008 JY6               | 2 de maig de 2008      | Kitt Peak            | Spacewatch             |
| 274215          | 2008 JA7               | 2 de maig de 2008      | Kitt Peak            | Spacewatch             |
| 274216          | 2008 JK16              | 3 de maig de 2008      | Mount Lemmon         | Mt. Lemmon Survey      |
| 274217          | 2008 JO29              | 13 de maig de 2008     | Mount Lemmon         | Mt. Lemmon Survey      |
| 274218          | 2008 JU30              | 11 de maig de 2008     | Kitt Peak            | Spacewatch             |
| 274219          | 2008 JB36              | 3 de maig de 2008      | Mount Lemmon         | Mt. Lemmon Survey      |
| 274220          | 2008 JG36              | 3 de maig de 2008      | Mount Lemmon         | Mt. Lemmon Survey      |
| 274221          | 2008 JY37              | 13 de maig de 2008     | Mount Lemmon         | Mt. Lemmon Survey      |
| 274222          | 2008 JS40              | 15 de maig de 2008     | Kitt Peak            | Spacewatch             |
| 274223          | 2008 KV4               | 27 de maig de 2008     | Kitt Peak            | Spacewatch             |
| 274224          | 2008 KU5               | 28 de maig de 2008     | Kitt Peak            | Spacewatch             |
| 274225          | 2008 KR20              | 28 de maig de 2008     | Mount Lemmon         | Mt. Lemmon Survey      |
| 274226          | 2008 KX30              | 29 de maig de 2008     | Kitt Peak            | Spacewatch             |
| 274227          | 2008 KF31              | 29 de maig de 2008     | Kitt Peak            | Spacewatch             |
| 274228          | 2008 KR31              | 29 de maig de 2008     | Kitt Peak            | Spacewatch             |
| 274229          | 2008 KL34              | 31 de maig de 2008     | Mount Lemmon         | Mt. Lemmon Survey      |
| 274230          | 2008 KU36              | 29 de maig de 2008     | Kitt Peak            | Spacewatch             |
| 274231          | 2008 KJ40              | 29 de maig de 2008     | Grove Creek          | F. Tozzi               |
| 274232          | 2008 LL12              | 2 de juny de 2008      | Sierra Stars         | W. G. Dillon, D. Wells |
| 274233          | 2008 LN15              | 9 de juny de 2008      | Kitt Peak            | Spacewatch             |
| 274234          | 2008 LO16              | 13 de juny de 2008     | Calvin-Rehoboth      | Calvin College         |
| 274235          | 2008 MJ2               | 30 de juny de 2008     | Kitt Peak            | Spacewatch             |
| 274236          | 2008 MF5               | 28 de juny de 2008     | Siding Spring        | Siding Spring Survey   |
| 274237          | 2008 MG5               | 28 de juny de 2008     | Siding Spring        | Siding Spring Survey   |
| 274238          | 2008 NF1               | 3 de juliol de 2008    | Pla D'Arguines       | R. Ferrando            |
| 274239          | 2008 NK1               | 3 de juliol de 2008    | Grove Creek          | F. Tozzi               |
| 274240          | 2008 NS2               | 10 de juliol de 2008   | La Sagra             | La Sagra               |
| 274241          | 2008 NH5               | 5 de juliol de 2008    | Siding Spring        | Siding Spring Survey   |
| 274242          | 2008 OW                | 26 de juliol de 2008   | La Sagra             | La Sagra               |
| 274243          | 2008 OH3               | 14 de setembre de 2004 | Anderson Mesa        | LONEOS                 |
| 274244          | 2008 OL3               | 27 de juliol de 2008   | Bisei SG Center      | BATTeRS                |
| 274245          | 2008 OS6               | 26 de juliol de 2008   | Siding Spring        | Siding Spring Survey   |
| 274246          | 2008 OY9               | 31 de juliol de 2008   | Vallemare Borbon     | V. S. Casulli          |
| 274247          | 2008 OJ11              | 31 de juliol de 2008   | La Sagra             | La Sagra               |
| 274248          | 2008 OO12              | 29 de juliol de 2008   | Socorro              | LINEAR                 |
| 274249          | 2008 OU13              | 29 de juliol de 2008   | La Sagra             | La Sagra               |
| 274250          | 2008 OH19              | 29 de juliol de 2008   | Kitt Peak            | Spacewatch             |
| 274251          | 2008 OQ19              | 29 de juliol de 2008   | Kitt Peak            | Spacewatch             |
| 274252          | 2008 OW19              | 29 de juliol de 2008   | Kitt Peak            | Spacewatch             |
| 274253          | 2008 OD20              | 30 de juliol de 2008   | Kitt Peak            | Spacewatch             |
| 274254          | 2008 OO20              | 29 de juliol de 2008   | Kitt Peak            | Spacewatch             |
| 274255          | 2008 OS20              | 29 de juliol de 2008   | Kitt Peak            | Spacewatch             |
| 274256          | 2008 OV20              | 29 de juliol de 2008   | Kitt Peak            | Spacewatch             |
| 274257          | 2008 OY20              | 29 de juliol de 2008   | Kitt Peak            | Spacewatch             |
| 274258          | 2008 OP21              | 30 de juliol de 2008   | Kitt Peak            | Spacewatch             |
| 274259          | 2008 OZ23              | 31 de juliol de 2008   | Kitt Peak            | Spacewatch             |
| 274260          | 2008 OH25              | 29 de juliol de 2008   | Kitt Peak            | Spacewatch             |
| 274261          | 2008 PS                | 1 d'agost de 2008      | Dauban               | F. Kugel               |
| 274262          | 2008 PT                | 1 d'agost de 2008      | Dauban               | F. Kugel               |
| 274263          | 2008 PJ5               | 5 d'agost de 2008      | La Sagra             | La Sagra               |
| 274264          | 2008 PZ6               | 5 d'agost de 2008      | Vallemare Borbon     | V. S. Casulli          |
| 274265          | 2008 PJ7               | 5 d'agost de 2008      | La Sagra             | La Sagra               |
| 274266          | 2008 PB8               | 5 d'agost de 2008      | La Sagra             | La Sagra               |
| 274267          | 2008 PG8               | 6 d'agost de 2008      | La Sagra             | La Sagra               |
| 274268          | 2008 PQ9               | 8 d'agost de 2008      | Dauban               | F. Kugel               |
| 274269          | 2008 PM11              | 8 d'agost de 2008      | Reedy Creek          | J. Broughton           |
| 274270          | 2008 PP11              | 9 d'agost de 2008      | Reedy Creek          | J. Broughton           |
| 274271          | 2008 PZ11              | 10 d'agost de 2008     | Pla D'Arguines       | R. Ferrando            |
| 274272          | 2008 PC12              | 10 d'agost de 2008     | Pla D'Arguines       | R. Ferrando            |
| 274273          | 2008 PQ12              | 9 d'agost de 2008      | La Sagra             | La Sagra               |
| 274274          | 2008 PB13              | 10 d'agost de 2008     | La Sagra             | La Sagra               |
| 274275          | 2008 PG14              | 10 d'agost de 2008     | La Sagra             | La Sagra               |
| 274276          | 2008 PA16              | 8 d'agost de 2008      | Reedy Creek          | J. Broughton           |
| 274277          | 2008 PU18              | 5 d'agost de 2008      | Siding Spring        | Siding Spring Survey   |
| 274278          | 2008 PM20              | 6 d'agost de 2008      | Siding Spring        | Siding Spring Survey   |
| 274279          | 2008 PK21              | 6 d'agost de 2008      | Siding Spring        | Siding Spring Survey   |
| 274280          | 2008 PQ21              | 6 d'agost de 2008      | Siding Spring        | Siding Spring Survey   |
| 274281          | 2008 QK2               | 24 d'agost de 2008     | La Sagra             | La Sagra               |
| 274282          | 2008 QW2               | 24 d'agost de 2008     | Marly                | P. Kocher              |
| 274283          | 2008 QX2               | 24 d'agost de 2008     | Dauban               | F. Kugel               |
| 274284          | 2008 QM6               | 25 d'agost de 2008     | Dauban               | F. Kugel               |
| 274285          | 2008 QJ8               | 25 d'agost de 2008     | La Sagra             | La Sagra               |
| 274286          | 2008 QB9               | 25 d'agost de 2008     | La Sagra             | La Sagra               |
| 274287          | 2008 QO9               | 25 d'agost de 2008     | La Sagra             | La Sagra               |
| 274288          | 2008 QC10              | 26 d'agost de 2008     | La Sagra             | La Sagra               |
| 274289          | 2008 QV12              | 26 d'agost de 2008     | La Sagra             | La Sagra               |
| 274290          | 2008 QX13              | 27 d'agost de 2008     | Piszkesteto          | K. Sarneczky           |
| 274291          | 2008 QF14              | 21 d'agost de 2008     | Kitt Peak            | Spacewatch             |
| 274292          | 2008 QQ16              | 26 d'agost de 2008     | La Sagra             | La Sagra               |
| 274293          | 2008 QU16              | 26 d'agost de 2008     | La Sagra             | La Sagra               |
| 274294          | 2008 QR17              | 26 de febrer de 2007   | Mount Lemmon         | Mt. Lemmon Survey      |
| 274295          | 2008 QN18              | 28 d'agost de 2008     | Pla D'Arguines       | R. Ferrando            |
| 274296          | 2008 QJ19              | 27 d'agost de 2008     | Klet                 | Klet                   |
| 274297          | 2008 QN19              | 29 d'agost de 2008     | Hibiscus             | S. F. Hoenig, N. Teamo |
| 274298          | 2008 QL22              | 26 d'agost de 2008     | Socorro              | LINEAR                 |
| 274299          | 2008 QM22              | 26 d'agost de 2008     | Socorro              | LINEAR                 |
| 274300 UNESCO   | 2008 QG24              | 25 d'agost de 2008     | Andrushivka          | Andrushivka            |

## 274301-274400
| Nom                | Designació provisional | Data de descobriment   | Lloc de descobriment | Descobridor/s          |
| ------------------ | ---------------------- | ---------------------- | -------------------- | ---------------------- |
| 274301 Wikipedia   | 2008 QH24              | 25 d'agost de 2008     | Andrushivka          | Andrushivka            |
| 274302             | 2008 QD25              | 24 d'agost de 2008     | Piszkesteto          | K. Sarneczky           |
| 274303             | 2008 QW25              | 24 d'agost de 2008     | La Sagra             | La Sagra               |
| 274304             | 2008 QW33              | 27 d'agost de 2008     | La Sagra             | La Sagra               |
| 274305             | 2008 QE34              | 29 d'agost de 2008     | La Sagra             | La Sagra               |
| 274306             | 2008 QH36              | 22 d'agost de 2008     | Kitt Peak            | Spacewatch             |
| 274307             | 2008 QX36              | 21 d'agost de 2008     | Kitt Peak            | Spacewatch             |
| 274308             | 2008 QN37              | 21 d'agost de 2008     | Kitt Peak            | Spacewatch             |
| 274309             | 2008 QX38              | 24 d'agost de 2008     | Kitt Peak            | Spacewatch             |
| 274310             | 2008 QZ38              | 24 d'agost de 2008     | Kitt Peak            | Spacewatch             |
| 274311             | 2008 QX39              | 25 d'agost de 2008     | La Sagra             | La Sagra               |
| 274312             | 2008 QH41              | 21 d'agost de 2008     | Kitt Peak            | Spacewatch             |
| 274313             | 2008 QE42              | 23 d'agost de 2008     | Kitt Peak            | Spacewatch             |
| 274314             | 2008 QC45              | 24 d'agost de 2008     | Kitt Peak            | Spacewatch             |
| 274315             | 2008 QG45              | 26 d'agost de 2008     | Socorro              | LINEAR                 |
| 274316             | 2008 QB47              | 24 d'agost de 2008     | Socorro              | LINEAR                 |
| 274317             | 2008 QJ48              | 30 d'agost de 2008     | Socorro              | LINEAR                 |
| 274318             | 2008 RK                | 1 de setembre de 2008  | Hibiscus             | S. F. Hoenig, N. Teamo |
| 274319             | 2008 RG4               | 2 de setembre de 2008  | Kitt Peak            | Spacewatch             |
| 274320             | 2008 RQ4               | 2 de setembre de 2008  | Kitt Peak            | Spacewatch             |
| 274321             | 2008 RK5               | 2 de setembre de 2008  | Kitt Peak            | Spacewatch             |
| 274322             | 2008 RP5               | 2 de setembre de 2008  | Kitt Peak            | Spacewatch             |
| 274323             | 2008 RT5               | 2 de setembre de 2008  | Kitt Peak            | Spacewatch             |
| 274324             | 2008 RK8               | 3 de setembre de 2008  | Kitt Peak            | Spacewatch             |
| 274325             | 2008 RR9               | 3 de setembre de 2008  | Kitt Peak            | Spacewatch             |
| 274326             | 2008 RZ9               | 3 de setembre de 2008  | Kitt Peak            | Spacewatch             |
| 274327             | 2008 RS11              | 3 de setembre de 2008  | Kitt Peak            | Spacewatch             |
| 274328             | 2008 RX11              | 3 de setembre de 2008  | Kitt Peak            | Spacewatch             |
| 274329             | 2008 RC16              | 4 de setembre de 2008  | Kitt Peak            | Spacewatch             |
| 274330             | 2008 RW16              | 4 de setembre de 2008  | Kitt Peak            | Spacewatch             |
| 274331             | 2008 RF19              | 4 de setembre de 2008  | Kitt Peak            | Spacewatch             |
| 274332             | 2008 RU20              | 4 de setembre de 2008  | Kitt Peak            | Spacewatch             |
| 274333 Voznyukigor | 2008 RT21              | 2 de setembre de 2008  | Andrushivka          | Andrushivka            |
| 274334 Kiyvplany   | 2008 RP22              | 3 de setembre de 2008  | Andrushivka          | Andrushivka            |
| 274335             | 2008 RW22              | 5 de setembre de 2008  | Wrightwood           | J. W. Young            |
| 274336             | 2008 RF23              | 4 de setembre de 2008  | Socorro              | LINEAR                 |
| 274337             | 2008 RP25              | 5 de setembre de 2008  | Goodricke-Pigott     | R. A. Tucker           |
| 274338             | 2008 RV29              | 2 de setembre de 2008  | Kitt Peak            | Spacewatch             |
| 274339             | 2008 RE31              | 2 de setembre de 2008  | Kitt Peak            | Spacewatch             |
| 274340             | 2008 RE32              | 2 de setembre de 2008  | Kitt Peak            | Spacewatch             |
| 274341             | 2008 RS34              | 2 de setembre de 2008  | Kitt Peak            | Spacewatch             |
| 274342             | 2008 RT34              | 2 de setembre de 2008  | Kitt Peak            | Spacewatch             |
| 274343             | 2008 RH35              | 2 de setembre de 2008  | Kitt Peak            | Spacewatch             |
| 274344             | 2008 RM35              | 2 de setembre de 2008  | Kitt Peak            | Spacewatch             |
| 274345             | 2008 RC37              | 2 de setembre de 2008  | Kitt Peak            | Spacewatch             |
| 274346             | 2008 RS37              | 2 de setembre de 2008  | Kitt Peak            | Spacewatch             |
| 274347             | 2008 RU37              | 2 de setembre de 2008  | Kitt Peak            | Spacewatch             |
| 274348             | 2008 RP38              | 2 de setembre de 2008  | Kitt Peak            | Spacewatch             |
| 274349             | 2008 RP39              | 2 de setembre de 2008  | Kitt Peak            | Spacewatch             |
| 274350             | 2008 RB40              | 2 de setembre de 2008  | Kitt Peak            | Spacewatch             |
| 274351             | 2008 RD41              | 2 de setembre de 2008  | Kitt Peak            | Spacewatch             |
| 274352             | 2008 RH41              | 2 de setembre de 2008  | Kitt Peak            | Spacewatch             |
| 274353             | 2008 RA47              | 2 de setembre de 2008  | Kitt Peak            | Spacewatch             |
| 274354             | 2008 RN47              | 2 de setembre de 2008  | La Sagra             | La Sagra               |
| 274355             | 2008 RL62              | 4 de setembre de 2008  | Kitt Peak            | Spacewatch             |
| 274356             | 2008 RE63              | 4 de setembre de 2008  | Kitt Peak            | Spacewatch             |
| 274357             | 2008 RN65              | 4 de setembre de 2008  | Kitt Peak            | Spacewatch             |
| 274358             | 2008 RJ66              | 4 de setembre de 2008  | Kitt Peak            | Spacewatch             |
| 274359             | 2008 RW66              | 4 de setembre de 2008  | Kitt Peak            | Spacewatch             |
| 274360             | 2008 RM68              | 4 de setembre de 2008  | Kitt Peak            | Spacewatch             |
| 274361             | 2008 RY68              | 4 de setembre de 2008  | Kitt Peak            | Spacewatch             |
| 274362             | 2008 RH69              | 4 de setembre de 2008  | Kitt Peak            | Spacewatch             |
| 274363             | 2008 RZ69              | 5 de setembre de 2008  | Kitt Peak            | Spacewatch             |
| 274364             | 2008 RP71              | 6 de setembre de 2008  | Mount Lemmon         | Mt. Lemmon Survey      |
| 274365             | 2008 RD72              | 6 de setembre de 2008  | Mount Lemmon         | Mt. Lemmon Survey      |
| 274366             | 2008 RP72              | 6 de setembre de 2008  | Mount Lemmon         | Mt. Lemmon Survey      |
| 274367             | 2008 RW72              | 6 de setembre de 2008  | Mount Lemmon         | Mt. Lemmon Survey      |
| 274368             | 2008 RH74              | 6 de setembre de 2008  | Catalina             | CSS                    |
| 274369             | 2008 RL75              | 6 de setembre de 2008  | Catalina             | CSS                    |
| 274370             | 2008 RC76              | 16 de desembre de 1999 | Kitt Peak            | Spacewatch             |
| 274371             | 2008 RF77              | 6 de setembre de 2008  | Catalina             | CSS                    |
| 274372             | 2008 RK77              | 6 de setembre de 2008  | Catalina             | CSS                    |
| 274373             | 2008 RU77              | 7 de setembre de 2008  | Mount Lemmon         | Mt. Lemmon Survey      |
| 274374             | 2008 RP78              | 5 de setembre de 2008  | Kitt Peak            | Spacewatch             |
| 274375             | 2008 RS80              | 3 de setembre de 2008  | Kitt Peak            | Spacewatch             |
| 274376             | 2008 RF86              | 5 de setembre de 2008  | Kitt Peak            | Spacewatch             |
| 274377             | 2008 RP89              | 5 de setembre de 2008  | Kitt Peak            | Spacewatch             |
| 274378             | 2008 RH95              | 7 de setembre de 2008  | Catalina             | CSS                    |
| 274379             | 2008 RX95              | 7 de setembre de 2008  | Catalina             | CSS                    |
| 274380             | 2008 RT99              | 2 de setembre de 2008  | Kitt Peak            | Spacewatch             |
| 274381             | 2008 RA100             | 2 de setembre de 2008  | Kitt Peak            | Spacewatch             |
| 274382             | 2008 RE100             | 2 de setembre de 2008  | Kitt Peak            | Spacewatch             |
| 274383             | 2008 RU100             | 5 de setembre de 2008  | Kitt Peak            | Spacewatch             |
| 274384             | 2008 RU104             | 6 de setembre de 2008  | Catalina             | CSS                    |
| 274385             | 2008 RC105             | 6 de setembre de 2008  | Catalina             | CSS                    |
| 274386             | 2008 RY106             | 7 de setembre de 2008  | Catalina             | CSS                    |
| 274387             | 2008 RE107             | 7 de setembre de 2008  | Mount Lemmon         | Mt. Lemmon Survey      |
| 274388             | 2008 RH107             | 7 de setembre de 2008  | Mount Lemmon         | Mt. Lemmon Survey      |
| 274389             | 2008 RS107             | 9 de setembre de 2008  | Bergisch Gladbac     | W. Bickel              |
| 274390             | 2008 RB109             | 2 de setembre de 2008  | Kitt Peak            | Spacewatch             |
| 274391             | 2008 RT109             | 2 de setembre de 2008  | Kitt Peak            | Spacewatch             |
| 274392             | 2008 RG110             | 3 de setembre de 2008  | Kitt Peak            | Spacewatch             |
| 274393             | 2008 RN112             | 5 de setembre de 2008  | Kitt Peak            | Spacewatch             |
| 274394             | 2008 RD113             | 5 de setembre de 2008  | Kitt Peak            | Spacewatch             |
| 274395             | 2008 RY113             | 6 de setembre de 2008  | Kitt Peak            | Spacewatch             |
| 274396             | 2008 RF114             | 6 de setembre de 2008  | Mount Lemmon         | Mt. Lemmon Survey      |
| 274397             | 2008 RB115             | 6 de setembre de 2008  | Mount Lemmon         | Mt. Lemmon Survey      |
| 274398             | 2008 RY121             | 3 de setembre de 2008  | Kitt Peak            | Spacewatch             |
| 274399             | 2008 RQ122             | 4 de setembre de 2008  | Kitt Peak            | Spacewatch             |
| 274400             | 2008 RP124             | 6 de setembre de 2008  | Kitt Peak            | Spacewatch             |

## 274401-274500
| Nom    | Designació provisional | Data de descobriment   | Lloc de descobriment | Descobridor/s     |
| ------ | ---------------------- | ---------------------- | -------------------- | ----------------- |
| 274401 | 2008 RW124             | 6 de setembre de 2008  | Kitt Peak            | Spacewatch        |
| 274402 | 2008 RW125             | 9 de setembre de 2008  | Mount Lemmon         | Mt. Lemmon Survey |
| 274403 | 2008 RH128             | 7 de setembre de 2008  | Mount Lemmon         | Mt. Lemmon Survey |
| 274404 | 2008 RT128             | 4 de setembre de 2008  | Kitt Peak            | Spacewatch        |
| 274405 | 2008 RV130             | 4 de setembre de 2008  | Kitt Peak            | Spacewatch        |
| 274406 | 2008 RD134             | 6 de setembre de 2008  | Catalina             | CSS               |
| 274407 | 2008 RN134             | 7 de setembre de 2008  | Catalina             | CSS               |
| 274408 | 2008 RU138             | 6 de setembre de 2008  | Catalina             | CSS               |
| 274409 | 2008 RU140             | 9 de setembre de 2008  | Mount Lemmon         | Mt. Lemmon Survey |
| 274410 | 2008 RG141             | 6 de setembre de 2008  | Catalina             | CSS               |
| 274411 | 2008 RF144             | 2 de setembre de 2008  | Kitt Peak            | Spacewatch        |
| 274412 | 2008 RH145             | 2 de setembre de 2008  | Kitt Peak            | Spacewatch        |
| 274413 | 2008 SC3               | 22 de setembre de 2008 | Socorro              | LINEAR            |
| 274414 | 2008 SL4               | 22 de setembre de 2008 | Socorro              | LINEAR            |
| 274415 | 2008 SB5               | 22 de setembre de 2008 | Socorro              | LINEAR            |
| 274416 | 2008 SE7               | 22 de setembre de 2008 | Skylive              | F. Tozzi          |
| 274417 | 2008 SN10              | 22 de setembre de 2008 | Socorro              | LINEAR            |
| 274418 | 2008 SS10              | 22 de setembre de 2008 | Socorro              | LINEAR            |
| 274419 | 2008 SQ12              | 20 de setembre de 2008 | Mount Lemmon         | Mt. Lemmon Survey |
| 274420 | 2008 SP13              | 19 de setembre de 2008 | Kitt Peak            | Spacewatch        |
| 274421 | 2008 SN15              | 19 de setembre de 2008 | Kitt Peak            | Spacewatch        |
| 274422 | 2008 SN17              | 19 de setembre de 2008 | Kitt Peak            | Spacewatch        |
| 274423 | 2008 SP17              | 19 de setembre de 2008 | Kitt Peak            | Spacewatch        |
| 274424 | 2008 SY20              | 19 de setembre de 2008 | Kitt Peak            | Spacewatch        |
| 274425 | 2008 SA21              | 19 de setembre de 2008 | Kitt Peak            | Spacewatch        |
| 274426 | 2008 SY27              | 19 de setembre de 2008 | Kitt Peak            | Spacewatch        |
| 274427 | 2008 SE29              | 19 de setembre de 2008 | Kitt Peak            | Spacewatch        |
| 274428 | 2008 SX29              | 19 de setembre de 2008 | Kitt Peak            | Spacewatch        |
| 274429 | 2008 SA30              | 19 de setembre de 2008 | Kitt Peak            | Spacewatch        |
| 274430 | 2008 SF31              | 20 de setembre de 2008 | Catalina             | CSS               |
| 274431 | 2008 SJ31              | 20 de setembre de 2008 | Kitt Peak            | Spacewatch        |
| 274432 | 2008 SK31              | 20 de setembre de 2008 | Kitt Peak            | Spacewatch        |
| 274433 | 2008 SZ35              | 20 de setembre de 2008 | Kitt Peak            | Spacewatch        |
| 274434 | 2008 SP36              | 20 de setembre de 2008 | Mount Lemmon         | Mt. Lemmon Survey |
| 274435 | 2008 SR37              | 20 de setembre de 2008 | Kitt Peak            | Spacewatch        |
| 274436 | 2008 SC39              | 20 de setembre de 2008 | Kitt Peak            | Spacewatch        |
| 274437 | 2008 SG39              | 20 de setembre de 2008 | Kitt Peak            | Spacewatch        |
| 274438 | 2008 SM41              | 20 de setembre de 2008 | Catalina             | CSS               |
| 274439 | 2008 SS43              | 20 de setembre de 2008 | Kitt Peak            | Spacewatch        |
| 274440 | 2008 SQ44              | 20 de setembre de 2008 | Mount Lemmon         | Mt. Lemmon Survey |
| 274441 | 2008 SZ44              | 20 de setembre de 2008 | Kitt Peak            | Spacewatch        |
| 274442 | 2008 SP45              | 20 de setembre de 2008 | Kitt Peak            | Spacewatch        |
| 274443 | 2008 SH47              | 20 de setembre de 2008 | Kitt Peak            | Spacewatch        |
| 274444 | 2008 SR47              | 20 de setembre de 2008 | Catalina             | CSS               |
| 274445 | 2008 SC48              | 20 de setembre de 2008 | Mount Lemmon         | Mt. Lemmon Survey |
| 274446 | 2008 ST48              | 20 de setembre de 2008 | Mount Lemmon         | Mt. Lemmon Survey |
| 274447 | 2008 SJ49              | 20 de setembre de 2008 | Mount Lemmon         | Mt. Lemmon Survey |
| 274448 | 2008 SY49              | 20 de setembre de 2008 | Mount Lemmon         | Mt. Lemmon Survey |
| 274449 | 2008 SP50              | 20 de setembre de 2008 | Mount Lemmon         | Mt. Lemmon Survey |
| 274450 | 2008 SF52              | 20 de setembre de 2008 | Mount Lemmon         | Mt. Lemmon Survey |
| 274451 | 2008 SK52              | 20 de setembre de 2008 | Mount Lemmon         | Mt. Lemmon Survey |
| 274452 | 2008 SM53              | 20 de setembre de 2008 | Mount Lemmon         | Mt. Lemmon Survey |
| 274453 | 2008 SX55              | 20 de setembre de 2008 | Kitt Peak            | Spacewatch        |
| 274454 | 2008 SE57              | 20 de setembre de 2008 | Kitt Peak            | Spacewatch        |
| 274455 | 2008 SZ58              | 20 de setembre de 2008 | Kitt Peak            | Spacewatch        |
| 274456 | 2008 SZ60              | 20 de setembre de 2008 | Catalina             | CSS               |
| 274457 | 2008 SA62              | 21 de setembre de 2008 | Kitt Peak            | Spacewatch        |
| 274458 | 2008 SR63              | 21 de setembre de 2008 | Kitt Peak            | Spacewatch        |
| 274459 | 2008 SX64              | 21 de setembre de 2008 | Mount Lemmon         | Mt. Lemmon Survey |
| 274460 | 2008 SG65              | 21 de setembre de 2008 | Mount Lemmon         | Mt. Lemmon Survey |
| 274461 | 2008 SB66              | 21 de setembre de 2008 | Mount Lemmon         | Mt. Lemmon Survey |
| 274462 | 2008 SQ67              | 21 de setembre de 2008 | Kitt Peak            | Spacewatch        |
| 274463 | 2008 ST67              | 21 de setembre de 2008 | Catalina             | CSS               |
| 274464 | 2008 SZ68              | 22 de setembre de 2008 | Kitt Peak            | Spacewatch        |
| 274465 | 2008 SS69              | 22 de setembre de 2008 | Mount Lemmon         | Mt. Lemmon Survey |
| 274466 | 2008 SU69              | 22 de setembre de 2008 | Kitt Peak            | Spacewatch        |
| 274467 | 2008 SJ79              | 23 de setembre de 2008 | Mount Lemmon         | Mt. Lemmon Survey |
| 274468 | 2008 SL80              | 23 de setembre de 2008 | Catalina             | CSS               |
| 274469 | 2008 SR81              | 23 de setembre de 2008 | Marly                | P. Kocher         |
| 274470 | 2008 SM82              | 22 de setembre de 2008 | Hibiscus             | N. Teamo          |
| 274471 | 2008 SX82              | 26 de setembre de 2008 | Bisei SG Center      | BATTeRS           |
| 274472 | 2008 SV83              | 28 de setembre de 2008 | Vallemare Borbon     | V. S. Casulli     |
| 274473 | 2008 SL87              | 20 de setembre de 2008 | Kitt Peak            | Spacewatch        |
| 274474 | 2008 SP89              | 21 de setembre de 2008 | Kitt Peak            | Spacewatch        |
| 274475 | 2008 SY90              | 21 de setembre de 2008 | Kitt Peak            | Spacewatch        |
| 274476 | 2008 SJ93              | 21 de setembre de 2008 | Kitt Peak            | Spacewatch        |
| 274477 | 2008 ST95              | 21 de setembre de 2008 | Kitt Peak            | Spacewatch        |
| 274478 | 2008 SR96              | 21 de setembre de 2008 | Kitt Peak            | Spacewatch        |
| 274479 | 2008 SG100             | 21 de setembre de 2008 | Kitt Peak            | Spacewatch        |
| 274480 | 2008 SX100             | 21 de setembre de 2008 | Kitt Peak            | Spacewatch        |
| 274481 | 2008 SH101             | 21 de setembre de 2008 | Kitt Peak            | Spacewatch        |
| 274482 | 2008 SC102             | 21 de setembre de 2008 | Kitt Peak            | Spacewatch        |
| 274483 | 2008 SE102             | 21 de setembre de 2008 | Kitt Peak            | Spacewatch        |
| 274484 | 2008 SP104             | 21 de setembre de 2008 | Kitt Peak            | Spacewatch        |
| 274485 | 2008 SU104             | 21 de setembre de 2008 | Kitt Peak            | Spacewatch        |
| 274486 | 2008 SZ104             | 21 de setembre de 2008 | Kitt Peak            | Spacewatch        |
| 274487 | 2008 SQ109             | 22 de setembre de 2008 | Kitt Peak            | Spacewatch        |
| 274488 | 2008 SU109             | 22 de setembre de 2008 | Kitt Peak            | Spacewatch        |
| 274489 | 2008 SD111             | 22 de setembre de 2008 | Kitt Peak            | Spacewatch        |
| 274490 | 2008 SY115             | 22 de setembre de 2008 | Kitt Peak            | Spacewatch        |
| 274491 | 2008 SF116             | 22 de setembre de 2008 | Kitt Peak            | Spacewatch        |
| 274492 | 2008 SJ116             | 22 de setembre de 2008 | Kitt Peak            | Spacewatch        |
| 274493 | 2008 SM118             | 22 de setembre de 2008 | Mount Lemmon         | Mt. Lemmon Survey |
| 274494 | 2008 SN124             | 22 de setembre de 2008 | Mount Lemmon         | Mt. Lemmon Survey |
| 274495 | 2008 SD125             | 22 de setembre de 2008 | Mount Lemmon         | Mt. Lemmon Survey |
| 274496 | 2008 SA128             | 22 de setembre de 2008 | Kitt Peak            | Spacewatch        |
| 274497 | 2008 SE129             | 22 de setembre de 2008 | Kitt Peak            | Spacewatch        |
| 274498 | 2008 SD132             | 22 de setembre de 2008 | Kitt Peak            | Spacewatch        |
| 274499 | 2008 SJ132             | 22 de setembre de 2008 | Kitt Peak            | Spacewatch        |
| 274500 | 2008 SZ133             | 23 de setembre de 2008 | Kitt Peak            | Spacewatch        |

## 274501-274600
| Nom    | Designació provisional | Data de descobriment   | Lloc de descobriment | Descobridor/s          |
| ------ | ---------------------- | ---------------------- | -------------------- | ---------------------- |
| 274501 | 2008 ST135             | 23 de setembre de 2008 | Mount Lemmon         | Mt. Lemmon Survey      |
| 274502 | 2008 SF137             | 23 de setembre de 2008 | Catalina             | CSS                    |
| 274503 | 2008 SC139             | 23 de setembre de 2008 | Kitt Peak            | Spacewatch             |
| 274504 | 2008 SU140             | 24 de setembre de 2008 | Mount Lemmon         | Mt. Lemmon Survey      |
| 274505 | 2008 SP142             | 24 de setembre de 2008 | Mount Lemmon         | Mt. Lemmon Survey      |
| 274506 | 2008 SV144             | 25 de setembre de 2008 | Kitt Peak            | Spacewatch             |
| 274507 | 2008 SP147             | 25 de setembre de 2008 | Bergisch Gladbac     | W. Bickel              |
| 274508 | 2008 SA150             | 29 de setembre de 2008 | Dauban               | F. Kugel               |
| 274509 | 2008 SK153             | 22 de setembre de 2008 | Socorro              | LINEAR                 |
| 274510 | 2008 SG155             | 23 de setembre de 2008 | Socorro              | LINEAR                 |
| 274511 | 2008 SW158             | 24 de setembre de 2008 | Socorro              | LINEAR                 |
| 274512 | 2008 SP159             | 24 de setembre de 2008 | Socorro              | LINEAR                 |
| 274513 | 2008 SE160             | 24 de setembre de 2008 | Socorro              | LINEAR                 |
| 274514 | 2008 SA161             | 28 de setembre de 2008 | Socorro              | LINEAR                 |
| 274515 | 2008 SO161             | 28 de setembre de 2008 | Socorro              | LINEAR                 |
| 274516 | 2008 SF162             | 28 de setembre de 2008 | Socorro              | LINEAR                 |
| 274517 | 2008 ST163             | 28 de setembre de 2008 | Socorro              | LINEAR                 |
| 274518 | 2008 SB167             | 28 de setembre de 2008 | Socorro              | LINEAR                 |
| 274519 | 2008 SV172             | 22 de setembre de 2008 | Kitt Peak            | Spacewatch             |
| 274520 | 2008 SN178             | 23 de setembre de 2008 | Siding Spring        | Siding Spring Survey   |
| 274521 | 2008 SA183             | 24 de setembre de 2008 | Mount Lemmon         | Mt. Lemmon Survey      |
| 274522 | 2008 SC189             | 25 de setembre de 2008 | Mount Lemmon         | Mt. Lemmon Survey      |
| 274523 | 2008 SK189             | 25 de setembre de 2008 | Kitt Peak            | Spacewatch             |
| 274524 | 2008 SF196             | 25 de setembre de 2008 | Kitt Peak            | Spacewatch             |
| 274525 | 2008 SY200             | 26 de setembre de 2008 | Kitt Peak            | Spacewatch             |
| 274526 | 2008 ST204             | 26 de setembre de 2008 | Kitt Peak            | Spacewatch             |
| 274527 | 2008 SK205             | 26 de setembre de 2008 | Kitt Peak            | Spacewatch             |
| 274528 | 2008 SH207             | 26 de setembre de 2008 | Bergisch Gladbac     | W. Bickel              |
| 274529 | 2008 SN213             | 29 de setembre de 2008 | Kitt Peak            | Spacewatch             |
| 274530 | 2008 SN217             | 29 de setembre de 2008 | Kitt Peak            | Spacewatch             |
| 274531 | 2008 SJ219             | 30 de setembre de 2008 | La Sagra             | La Sagra               |
| 274532 | 2008 SD220             | 30 de setembre de 2008 | La Sagra             | La Sagra               |
| 274533 | 2008 SJ228             | 28 de setembre de 2008 | Mount Lemmon         | Mt. Lemmon Survey      |
| 274534 | 2008 SN229             | 28 de setembre de 2008 | Mount Lemmon         | Mt. Lemmon Survey      |
| 274535 | 2008 SA236             | 29 de setembre de 2008 | Dauban               | F. Kugel               |
| 274536 | 2008 SD236             | 29 de setembre de 2008 | Kitt Peak            | Spacewatch             |
| 274537 | 2008 SO236             | 29 de setembre de 2008 | Kitt Peak            | Spacewatch             |
| 274538 | 2008 SR236             | 29 de setembre de 2008 | Kitt Peak            | Spacewatch             |
| 274539 | 2008 SR237             | 29 de setembre de 2008 | Catalina             | CSS                    |
| 274540 | 2008 SU239             | 29 de setembre de 2008 | Kitt Peak            | Spacewatch             |
| 274541 | 2008 SL246             | 30 de setembre de 2008 | La Sagra             | La Sagra               |
| 274542 | 2008 SN246             | 30 de setembre de 2008 | La Sagra             | La Sagra               |
| 274543 | 2008 SJ248             | 20 de setembre de 2008 | Kitt Peak            | Spacewatch             |
| 274544 | 2008 SD249             | 21 de setembre de 2008 | Catalina             | CSS                    |
| 274545 | 2008 SN249             | 22 de setembre de 2008 | Kitt Peak            | Spacewatch             |
| 274546 | 2008 SF250             | 23 de setembre de 2008 | Mount Lemmon         | Mt. Lemmon Survey      |
| 274547 | 2008 SO250             | 23 de setembre de 2008 | Kitt Peak            | Spacewatch             |
| 274548 | 2008 SA255             | 23 de setembre de 2008 | Mount Lemmon         | Mt. Lemmon Survey      |
| 274549 | 2008 SK255             | 24 de setembre de 2008 | Mount Lemmon         | Mt. Lemmon Survey      |
| 274550 | 2008 SL255             | 24 de setembre de 2008 | Mount Lemmon         | Mt. Lemmon Survey      |
| 274551 | 2008 ST256             | 21 de setembre de 2008 | Mount Lemmon         | Mt. Lemmon Survey      |
| 274552 | 2008 SC257             | 21 de setembre de 2008 | Siding Spring        | Siding Spring Survey   |
| 274553 | 2008 SS257             | 22 de setembre de 2008 | Kitt Peak            | Spacewatch             |
| 274554 | 2008 SG265             | 26 de setembre de 2008 | Kitt Peak            | Spacewatch             |
| 274555 | 2008 SZ266             | 22 de setembre de 2008 | Kitt Peak            | Spacewatch             |
| 274556 | 2008 SL269             | 22 de setembre de 2008 | Mount Lemmon         | Mt. Lemmon Survey      |
| 274557 | 2008 SO269             | 22 de setembre de 2008 | Mount Lemmon         | Mt. Lemmon Survey      |
| 274558 | 2008 SM270             | 24 de setembre de 2008 | Kitt Peak            | Spacewatch             |
| 274559 | 2008 SH272             | 22 de setembre de 2008 | Mount Lemmon         | Mt. Lemmon Survey      |
| 274560 | 2008 SN273             | 25 de setembre de 2008 | Mount Lemmon         | Mt. Lemmon Survey      |
| 274561 | 2008 SF276             | 23 de setembre de 2008 | Mount Lemmon         | Mt. Lemmon Survey      |
| 274562 | 2008 SO278             | 22 de setembre de 2008 | Mount Lemmon         | Mt. Lemmon Survey      |
| 274563 | 2008 SU284             | 24 de setembre de 2008 | Kitt Peak            | Spacewatch             |
| 274564 | 2008 SG285             | 19 de setembre de 2008 | Kitt Peak            | Spacewatch             |
| 274565 | 2008 SS288             | 24 de setembre de 2008 | Mount Lemmon         | Mt. Lemmon Survey      |
| 274566 | 2008 SR291             | 24 de setembre de 2008 | Catalina             | CSS                    |
| 274567 | 2008 SX291             | 24 de setembre de 2008 | Catalina             | CSS                    |
| 274568 | 2008 SU292             | 22 de setembre de 2008 | Catalina             | CSS                    |
| 274569 | 2008 SE297             | 28 de setembre de 2008 | Catalina             | CSS                    |
| 274570 | 2008 SE298             | 20 de setembre de 2008 | Kitt Peak            | Spacewatch             |
| 274571 | 2008 SZ298             | 22 de setembre de 2008 | Socorro              | LINEAR                 |
| 274572 | 2008 SD299             | 22 de setembre de 2008 | Socorro              | LINEAR                 |
| 274573 | 2008 SR302             | 24 de setembre de 2008 | Socorro              | LINEAR                 |
| 274574 | 2008 SX303             | 24 de setembre de 2008 | Kitt Peak            | Spacewatch             |
| 274575 | 2008 SD304             | 24 de setembre de 2008 | Mount Lemmon         | Mt. Lemmon Survey      |
| 274576 | 2008 SU306             | 29 de setembre de 2008 | Mount Lemmon         | Mt. Lemmon Survey      |
| 274577 | 2008 SJ307             | 29 de setembre de 2008 | Socorro              | LINEAR                 |
| 274578 | 2008 SN308             | 30 de setembre de 2008 | Socorro              | LINEAR                 |
| 274579 | 2008 SB309             | 22 de setembre de 2008 | Socorro              | LINEAR                 |
| 274580 | 2008 TU                | 1 d'octubre de 2008    | Hibiscus             | S. F. Hoenig, N. Teamo |
| 274581 | 2008 TZ4               | 1 d'octubre de 2008    | La Sagra             | La Sagra               |
| 274582 | 2008 TC6               | 3 d'octubre de 2008    | La Sagra             | La Sagra               |
| 274583 | 2008 TF7               | 3 d'octubre de 2008    | La Sagra             | La Sagra               |
| 274584 | 2008 TN7               | 3 d'octubre de 2008    | La Sagra             | La Sagra               |
| 274585 | 2008 TQ7               | 3 d'octubre de 2008    | La Sagra             | La Sagra               |
| 274586 | 2008 TW7               | 4 d'octubre de 2008    | La Sagra             | La Sagra               |
| 274587 | 2008 TC8               | 4 d'octubre de 2008    | La Sagra             | La Sagra               |
| 274588 | 2008 TY10              | 9 d'octubre de 2008    | Catalina             | CSS                    |
| 274589 | 2008 TX11              | 1 d'octubre de 2008    | Mount Lemmon         | Mt. Lemmon Survey      |
| 274590 | 2008 TN18              | 1 d'octubre de 2008    | Mount Lemmon         | Mt. Lemmon Survey      |
| 274591 | 2008 TE26              | 9 d'octubre de 2008    | Kachina              | J. Hobart              |
| 274592 | 2008 TR27              | 1 d'octubre de 2008    | La Sagra             | La Sagra               |
| 274593 | 2008 TU28              | 1 d'octubre de 2008    | Catalina             | CSS                    |
| 274594 | 2008 TF29              | 1 d'octubre de 2008    | Mount Lemmon         | Mt. Lemmon Survey      |
| 274595 | 2008 TV29              | 1 d'octubre de 2008    | Mount Lemmon         | Mt. Lemmon Survey      |
| 274596 | 2008 TY29              | 1 d'octubre de 2008    | Mount Lemmon         | Mt. Lemmon Survey      |
| 274597 | 2008 TO30              | 1 d'octubre de 2008    | Kitt Peak            | Spacewatch             |
| 274598 | 2008 TE33              | 16 d'abril de 2001     | Kitt Peak            | Spacewatch             |
| 274599 | 2008 TR34              | 1 d'octubre de 2008    | Mount Lemmon         | Mt. Lemmon Survey      |
| 274600 | 2008 TF35              | 1 d'octubre de 2008    | Mount Lemmon         | Mt. Lemmon Survey      |

## 274601-274700
| Nom    | Designació provisional | Data de descobriment | Lloc de descobriment | Descobridor/s     |
| ------ | ---------------------- | -------------------- | -------------------- | ----------------- |
| 274601 | 2008 TV36              | 1 d'octubre de 2008  | Catalina             | CSS               |
| 274602 | 2008 TS37              | 1 d'octubre de 2008  | Mount Lemmon         | Mt. Lemmon Survey |
| 274603 | 2008 TD43              | 1 d'octubre de 2008  | Mount Lemmon         | Mt. Lemmon Survey |
| 274604 | 2008 TV45              | 1 d'octubre de 2008  | Kitt Peak            | Spacewatch        |
| 274605 | 2008 TG47              | 1 d'octubre de 2008  | Kitt Peak            | Spacewatch        |
| 274606 | 2008 TO48              | 2 d'octubre de 2008  | Kitt Peak            | Spacewatch        |
| 274607 | 2008 TD49              | 2 d'octubre de 2008  | Kitt Peak            | Spacewatch        |
| 274608 | 2008 TO54              | 2 d'octubre de 2008  | Kitt Peak            | Spacewatch        |
| 274609 | 2008 TE55              | 2 d'octubre de 2008  | Kitt Peak            | Spacewatch        |
| 274610 | 2008 TS56              | 2 d'octubre de 2008  | Kitt Peak            | Spacewatch        |
| 274611 | 2008 TM57              | 2 d'octubre de 2008  | Kitt Peak            | Spacewatch        |
| 274612 | 2008 TH58              | 2 d'octubre de 2008  | Kitt Peak            | Spacewatch        |
| 274613 | 2008 TJ59              | 2 d'octubre de 2008  | Kitt Peak            | Spacewatch        |
| 274614 | 2008 TK59              | 2 d'octubre de 2008  | Kitt Peak            | Spacewatch        |
| 274615 | 2008 TM59              | 2 d'octubre de 2008  | Kitt Peak            | Spacewatch        |
| 274616 | 2008 TN60              | 2 d'octubre de 2008  | Mount Lemmon         | Mt. Lemmon Survey |
| 274617 | 2008 TN62              | 2 d'octubre de 2008  | Kitt Peak            | Spacewatch        |
| 274618 | 2008 TJ63              | 2 d'octubre de 2008  | Kitt Peak            | Spacewatch        |
| 274619 | 2008 TQ63              | 2 d'octubre de 2008  | Kitt Peak            | Spacewatch        |
| 274620 | 2008 TN66              | 2 d'octubre de 2008  | Kitt Peak            | Spacewatch        |
| 274621 | 2008 TH68              | 2 d'octubre de 2008  | Kitt Peak            | Spacewatch        |
| 274622 | 2008 TJ72              | 2 d'octubre de 2008  | Mount Lemmon         | Mt. Lemmon Survey |
| 274623 | 2008 TG74              | 2 d'octubre de 2008  | Kitt Peak            | Spacewatch        |
| 274624 | 2008 TP74              | 2 d'octubre de 2008  | Kitt Peak            | Spacewatch        |
| 274625 | 2008 TP75              | 2 d'octubre de 2008  | Kitt Peak            | Spacewatch        |
| 274626 | 2008 TD77              | 2 d'octubre de 2008  | Mount Lemmon         | Mt. Lemmon Survey |
| 274627 | 2008 TE82              | 2 d'octubre de 2008  | Mount Lemmon         | Mt. Lemmon Survey |
| 274628 | 2008 TP82              | 3 d'octubre de 2008  | La Sagra             | La Sagra          |
| 274629 | 2008 TL84              | 3 d'octubre de 2008  | Kitt Peak            | Spacewatch        |
| 274630 | 2008 TE86              | 3 d'octubre de 2008  | Mount Lemmon         | Mt. Lemmon Survey |
| 274631 | 2008 TV86              | 3 d'octubre de 2008  | Kitt Peak            | Spacewatch        |
| 274632 | 2008 TO87              | 3 d'octubre de 2008  | Kitt Peak            | Spacewatch        |
| 274633 | 2008 TF88              | 3 d'octubre de 2008  | Kitt Peak            | Spacewatch        |
| 274634 | 2008 TM88              | 3 d'octubre de 2008  | Kitt Peak            | Spacewatch        |
| 274635 | 2008 TU93              | 5 d'octubre de 2008  | La Sagra             | La Sagra          |
| 274636 | 2008 TA101             | 6 d'octubre de 2008  | Kitt Peak            | Spacewatch        |
| 274637 | 2008 TZ106             | 6 d'octubre de 2008  | Mount Lemmon         | Mt. Lemmon Survey |
| 274638 | 2008 TN111             | 6 d'octubre de 2008  | Catalina             | CSS               |
| 274639 | 2008 TQ111             | 6 d'octubre de 2008  | Catalina             | CSS               |
| 274640 | 2008 TY112             | 6 d'octubre de 2008  | Kitt Peak            | Spacewatch        |
| 274641 | 2008 TD116             | 6 d'octubre de 2008  | Catalina             | CSS               |
| 274642 | 2008 TD118             | 6 d'octubre de 2008  | Kitt Peak            | Spacewatch        |
| 274643 | 2008 TT120             | 7 d'octubre de 2008  | Mount Lemmon         | Mt. Lemmon Survey |
| 274644 | 2008 TC125             | 8 d'octubre de 2008  | Mount Lemmon         | Mt. Lemmon Survey |
| 274645 | 2008 TQ130             | 8 d'octubre de 2008  | Mount Lemmon         | Mt. Lemmon Survey |
| 274646 | 2008 TK133             | 8 d'octubre de 2008  | Mount Lemmon         | Mt. Lemmon Survey |
| 274647 | 2008 TN135             | 8 d'octubre de 2008  | Kitt Peak            | Spacewatch        |
| 274648 | 2008 TK140             | 9 d'octubre de 2008  | Kitt Peak            | Spacewatch        |
| 274649 | 2008 TR141             | 9 d'octubre de 2008  | Mount Lemmon         | Mt. Lemmon Survey |
| 274650 | 2008 TU142             | 9 d'octubre de 2008  | Mount Lemmon         | Mt. Lemmon Survey |
| 274651 | 2008 TF149             | 9 d'octubre de 2008  | Mount Lemmon         | Mt. Lemmon Survey |
| 274652 | 2008 TB151             | 9 d'octubre de 2008  | Mount Lemmon         | Mt. Lemmon Survey |
| 274653 | 2008 TH151             | 9 d'octubre de 2008  | Mount Lemmon         | Mt. Lemmon Survey |
| 274654 | 2008 TJ151             | 9 d'octubre de 2008  | Mount Lemmon         | Mt. Lemmon Survey |
| 274655 | 2008 TL151             | 9 d'octubre de 2008  | Mount Lemmon         | Mt. Lemmon Survey |
| 274656 | 2008 TO151             | 9 d'octubre de 2008  | Mount Lemmon         | Mt. Lemmon Survey |
| 274657 | 2008 TK152             | 9 d'octubre de 2008  | Mount Lemmon         | Mt. Lemmon Survey |
| 274658 | 2008 TY156             | 2 d'octubre de 2008  | Kitt Peak            | Spacewatch        |
| 274659 | 2008 TV157             | 4 d'octubre de 2008  | Catalina             | CSS               |
| 274660 | 2008 TL165             | 2 d'octubre de 2008  | Mount Lemmon         | Mt. Lemmon Survey |
| 274661 | 2008 TT168             | 3 d'octubre de 2008  | Mount Lemmon         | Mt. Lemmon Survey |
| 274662 | 2008 TU168             | 3 d'octubre de 2008  | Mount Lemmon         | Mt. Lemmon Survey |
| 274663 | 2008 TY170             | 9 d'octubre de 2008  | Mount Lemmon         | Mt. Lemmon Survey |
| 274664 | 2008 TC171             | 9 d'octubre de 2008  | Catalina             | CSS               |
| 274665 | 2008 TA172             | 8 d'octubre de 2008  | Catalina             | CSS               |
| 274666 | 2008 TG174             | 2 d'octubre de 2008  | Kitt Peak            | Spacewatch        |
| 274667 | 2008 TP175             | 9 d'octubre de 2008  | Kitt Peak            | Spacewatch        |
| 274668 | 2008 TG177             | 1 d'octubre de 2008  | Catalina             | CSS               |
| 274669 | 2008 TH177             | 1 d'octubre de 2008  | Catalina             | CSS               |
| 274670 | 2008 TL177             | 9 d'octubre de 2008  | Catalina             | CSS               |
| 274671 | 2008 TG182             | 1 d'octubre de 2008  | Catalina             | CSS               |
| 274672 | 2008 TX185             | 7 d'octubre de 2008  | Kitt Peak            | Spacewatch        |
| 274673 | 2008 TA186             | 7 d'octubre de 2008  | Goodricke-Pigott     | R. A. Tucker      |
| 274674 | 2008 TR187             | 8 d'octubre de 2008  | Catalina             | CSS               |
| 274675 | 2008 UZ7               | 17 d'octubre de 2008 | Kitt Peak            | Spacewatch        |
| 274676 | 2008 UA8               | 17 d'octubre de 2008 | Kitt Peak            | Spacewatch        |
| 274677 | 2008 UP8               | 17 d'octubre de 2008 | Kitt Peak            | Spacewatch        |
| 274678 | 2008 UD11              | 17 d'octubre de 2008 | Kitt Peak            | Spacewatch        |
| 274679 | 2008 UO11              | 17 d'octubre de 2008 | Kitt Peak            | Spacewatch        |
| 274680 | 2008 UL12              | 17 d'octubre de 2008 | Kitt Peak            | Spacewatch        |
| 274681 | 2008 UD14              | 17 d'octubre de 2008 | Kitt Peak            | Spacewatch        |
| 274682 | 2008 US14              | 18 d'octubre de 2008 | Kitt Peak            | Spacewatch        |
| 274683 | 2008 UA20              | 19 d'octubre de 2008 | Kitt Peak            | Spacewatch        |
| 274684 | 2008 UX24              | 20 d'octubre de 2008 | Mount Lemmon         | Mt. Lemmon Survey |
| 274685 | 2008 UZ28              | 20 d'octubre de 2008 | Kitt Peak            | Spacewatch        |
| 274686 | 2008 UZ29              | 20 d'octubre de 2008 | Kitt Peak            | Spacewatch        |
| 274687 | 2008 UG32              | 20 d'octubre de 2008 | Kitt Peak            | Spacewatch        |
| 274688 | 2008 UB45              | 20 d'octubre de 2008 | Mount Lemmon         | Mt. Lemmon Survey |
| 274689 | 2008 UH48              | 20 d'octubre de 2008 | Mount Lemmon         | Mt. Lemmon Survey |
| 274690 | 2008 UV48              | 20 d'octubre de 2008 | Kitt Peak            | Spacewatch        |
| 274691 | 2008 UA50              | 20 d'octubre de 2008 | Mount Lemmon         | Mt. Lemmon Survey |
| 274692 | 2008 UB50              | 20 d'octubre de 2008 | Mount Lemmon         | Mt. Lemmon Survey |
| 274693 | 2008 UD52              | 20 d'octubre de 2008 | Mount Lemmon         | Mt. Lemmon Survey |
| 274694 | 2008 UZ52              | 20 d'octubre de 2008 | Mount Lemmon         | Mt. Lemmon Survey |
| 274695 | 2008 UA56              | 21 d'octubre de 2008 | Kitt Peak            | Spacewatch        |
| 274696 | 2008 UG56              | 21 d'octubre de 2008 | Kitt Peak            | Spacewatch        |
| 274697 | 2008 US59              | 21 d'octubre de 2008 | Mount Lemmon         | Mt. Lemmon Survey |
| 274698 | 2008 UV59              | 21 d'octubre de 2008 | Kitt Peak            | Spacewatch        |
| 274699 | 2008 UZ61              | 21 d'octubre de 2008 | Kitt Peak            | Spacewatch        |
| 274700 | 2008 UD76              | 21 d'octubre de 2008 | Kitt Peak            | Spacewatch        |

## 274701-274800
| Nom    | Designació provisional | Data de descobriment   | Lloc de descobriment | Descobridor/s        |
| ------ | ---------------------- | ---------------------- | -------------------- | -------------------- |
| 274701 | 2008 UO79              | 22 d'octubre de 2008   | Kitt Peak            | Spacewatch           |
| 274702 | 2008 UM83              | 22 d'octubre de 2008   | Mount Lemmon         | Mt. Lemmon Survey    |
| 274703 | 2008 UC84              | 23 d'octubre de 2008   | Kitt Peak            | Spacewatch           |
| 274704 | 2008 UH87              | 23 d'octubre de 2008   | Kitt Peak            | Spacewatch           |
| 274705 | 2008 UH91              | 27 d'octubre de 2008   | Hibiscus             | J. C. Pelle          |
| 274706 | 2008 UB96              | 24 d'octubre de 2008   | Socorro              | LINEAR               |
| 274707 | 2008 UG100             | 27 d'octubre de 2008   | Bisei SG Center      | BATTeRS              |
| 274708 | 2008 UG101             | 20 d'octubre de 2008   | Kitt Peak            | Spacewatch           |
| 274709 | 2008 UW101             | 20 d'octubre de 2008   | Kitt Peak            | Spacewatch           |
| 274710 | 2008 UE107             | 21 d'octubre de 2008   | Kitt Peak            | Spacewatch           |
| 274711 | 2008 UH107             | 21 d'octubre de 2008   | Kitt Peak            | Spacewatch           |
| 274712 | 2008 UB112             | 22 d'octubre de 2008   | Kitt Peak            | Spacewatch           |
| 274713 | 2008 UO116             | 22 d'octubre de 2008   | Kitt Peak            | Spacewatch           |
| 274714 | 2008 UZ125             | 22 d'octubre de 2008   | Kitt Peak            | Spacewatch           |
| 274715 | 2008 UQ129             | 23 d'octubre de 2008   | Kitt Peak            | Spacewatch           |
| 274716 | 2008 UD138             | 23 d'octubre de 2008   | Kitt Peak            | Spacewatch           |
| 274717 | 2008 UD140             | 23 d'octubre de 2008   | Kitt Peak            | Spacewatch           |
| 274718 | 2008 UF142             | 23 d'octubre de 2008   | Kitt Peak            | Spacewatch           |
| 274719 | 2008 UN142             | 23 d'octubre de 2008   | Kitt Peak            | Spacewatch           |
| 274720 | 2008 UJ145             | 23 d'octubre de 2008   | Kitt Peak            | Spacewatch           |
| 274721 | 2008 UH155             | 23 d'octubre de 2008   | Mount Lemmon         | Mt. Lemmon Survey    |
| 274722 | 2008 UC163             | 24 d'octubre de 2008   | Kitt Peak            | Spacewatch           |
| 274723 | 2008 UN168             | 24 d'octubre de 2008   | Kitt Peak            | Spacewatch           |
| 274724 | 2008 UG173             | 24 d'octubre de 2008   | Kitt Peak            | Spacewatch           |
| 274725 | 2008 US173             | 24 d'octubre de 2008   | Catalina             | CSS                  |
| 274726 | 2008 UG174             | 24 d'octubre de 2008   | Kitt Peak            | Spacewatch           |
| 274727 | 2008 UW182             | 24 d'octubre de 2008   | Mount Lemmon         | Mt. Lemmon Survey    |
| 274728 | 2008 UQ183             | 24 d'octubre de 2008   | Mount Lemmon         | Mt. Lemmon Survey    |
| 274729 | 2008 UK188             | 24 d'octubre de 2008   | Kitt Peak            | Spacewatch           |
| 274730 | 2008 UE189             | 25 d'octubre de 2008   | Mount Lemmon         | Mt. Lemmon Survey    |
| 274731 | 2008 US189             | 25 d'octubre de 2008   | Mount Lemmon         | Mt. Lemmon Survey    |
| 274732 | 2008 UG191             | 25 d'octubre de 2008   | Mount Lemmon         | Mt. Lemmon Survey    |
| 274733 | 2008 UP193             | 25 d'octubre de 2008   | Mount Lemmon         | Mt. Lemmon Survey    |
| 274734 | 2008 UZ195             | 26 d'octubre de 2008   | Siding Spring        | Siding Spring Survey |
| 274735 | 2008 UF201             | 28 d'octubre de 2008   | Socorro              | LINEAR               |
| 274736 | 2008 UZ203             | 28 d'octubre de 2008   | Socorro              | LINEAR               |
| 274737 | 2008 UB205             | 24 d'octubre de 2008   | Siding Spring        | Siding Spring Survey |
| 274738 | 2008 UJ206             | 22 d'octubre de 2008   | Mount Lemmon         | Mt. Lemmon Survey    |
| 274739 | 2008 UB207             | 23 d'octubre de 2008   | Kitt Peak            | Spacewatch           |
| 274740 | 2008 UH211             | 23 d'octubre de 2008   | Kitt Peak            | Spacewatch           |
| 274741 | 2008 UN218             | 25 d'octubre de 2008   | Kitt Peak            | Spacewatch           |
| 274742 | 2008 UT218             | 25 d'octubre de 2008   | Kitt Peak            | Spacewatch           |
| 274743 | 2008 UN221             | 25 d'octubre de 2008   | Kitt Peak            | Spacewatch           |
| 274744 | 2008 UU233             | 26 d'octubre de 2008   | Mount Lemmon         | Mt. Lemmon Survey    |
| 274745 | 2008 UB249             | 27 d'octubre de 2008   | Kitt Peak            | Spacewatch           |
| 274746 | 2008 UF265             | 28 d'octubre de 2008   | Kitt Peak            | Spacewatch           |
| 274747 | 2008 UK267             | 28 d'octubre de 2008   | Mount Lemmon         | Mt. Lemmon Survey    |
| 274748 | 2008 UV268             | 28 d'octubre de 2008   | Kitt Peak            | Spacewatch           |
| 274749 | 2008 UO270             | 28 d'octubre de 2008   | Catalina             | CSS                  |
| 274750 | 2008 UT273             | 28 d'octubre de 2008   | Kitt Peak            | Spacewatch           |
| 274751 | 2008 UT275             | 28 d'octubre de 2008   | Mount Lemmon         | Mt. Lemmon Survey    |
| 274752 | 2008 UX275             | 28 d'octubre de 2008   | Mount Lemmon         | Mt. Lemmon Survey    |
| 274753 | 2008 UD277             | 28 d'octubre de 2008   | Mount Lemmon         | Mt. Lemmon Survey    |
| 274754 | 2008 UC278             | 28 d'octubre de 2008   | Mount Lemmon         | Mt. Lemmon Survey    |
| 274755 | 2008 UK278             | 28 d'octubre de 2008   | Mount Lemmon         | Mt. Lemmon Survey    |
| 274756 | 2008 UH279             | 28 d'octubre de 2008   | Mount Lemmon         | Mt. Lemmon Survey    |
| 274757 | 2008 UG281             | 28 d'octubre de 2008   | Mount Lemmon         | Mt. Lemmon Survey    |
| 274758 | 2008 UV285             | 28 d'octubre de 2008   | Mount Lemmon         | Mt. Lemmon Survey    |
| 274759 | 2008 UH288             | 28 d'octubre de 2008   | Mount Lemmon         | Mt. Lemmon Survey    |
| 274760 | 2008 UN290             | 28 d'octubre de 2008   | Kitt Peak            | Spacewatch           |
| 274761 | 2008 UN296             | 29 d'octubre de 2008   | Kitt Peak            | Spacewatch           |
| 274762 | 2008 UG301             | 29 d'octubre de 2008   | Mount Lemmon         | Mt. Lemmon Survey    |
| 274763 | 2008 UR302             | 29 d'octubre de 2008   | Kitt Peak            | Spacewatch           |
| 274764 | 2008 UT306             | 30 d'octubre de 2008   | Catalina             | CSS                  |
| 274765 | 2008 US319             | 31 d'octubre de 2008   | Mount Lemmon         | Mt. Lemmon Survey    |
| 274766 | 2008 UU329             | 31 d'octubre de 2008   | Kitt Peak            | Spacewatch           |
| 274767 | 2008 UW330             | 31 d'octubre de 2008   | Kitt Peak            | Spacewatch           |
| 274768 | 2008 US336             | 23 d'octubre de 2008   | Kitt Peak            | Spacewatch           |
| 274769 | 2008 UX340             | 24 d'octubre de 2008   | Catalina             | CSS                  |
| 274770 | 2008 US343             | 23 d'octubre de 2008   | Kitt Peak            | Spacewatch           |
| 274771 | 2008 UR345             | 27 d'octubre de 2008   | Mount Lemmon         | Mt. Lemmon Survey    |
| 274772 | 2008 UW346             | 21 d'octubre de 2008   | Mount Lemmon         | Mt. Lemmon Survey    |
| 274773 | 2008 UV348             | 26 d'octubre de 2008   | Kitt Peak            | Spacewatch           |
| 274774 | 2008 UB361             | 25 d'octubre de 2008   | Catalina             | CSS                  |
| 274775 | 2008 UH361             | 26 d'octubre de 2008   | Siding Spring        | Siding Spring Survey |
| 274776 | 2008 UC363             | 26 d'octubre de 2008   | Catalina             | CSS                  |
| 274777 | 2008 VA3               | 3 de novembre de 2008  | Socorro              | LINEAR               |
| 274778 | 2008 VE3               | 3 de novembre de 2008  | Socorro              | LINEAR               |
| 274779 | 2008 VY5               | 1 de novembre de 2008  | Mount Lemmon         | Mt. Lemmon Survey    |
| 274780 | 2008 VQ23              | 1 de novembre de 2008  | Kitt Peak            | Spacewatch           |
| 274781 | 2008 VS27              | 2 de novembre de 2008  | Kitt Peak            | Spacewatch           |
| 274782 | 2008 VS50              | 4 de novembre de 2008  | Catalina             | CSS                  |
| 274783 | 2008 VK57              | 6 de novembre de 2008  | Mount Lemmon         | Mt. Lemmon Survey    |
| 274784 | 2008 VR57              | 6 de novembre de 2008  | Mount Lemmon         | Mt. Lemmon Survey    |
| 274785 | 2008 VC59              | 7 de novembre de 2008  | Mount Lemmon         | Mt. Lemmon Survey    |
| 274786 | 2008 VT75              | 2 de novembre de 2008  | Catalina             | CSS                  |
| 274787 | 2008 WS                | 17 de novembre de 2008 | Kitt Peak            | Spacewatch           |
| 274788 | 2008 WD2               | 18 de novembre de 2008 | Socorro              | LINEAR               |
| 274789 | 2008 WN9               | 17 de novembre de 2008 | Kitt Peak            | Spacewatch           |
| 274790 | 2008 WS12              | 17 de novembre de 2008 | Catalina             | CSS                  |
| 274791 | 2008 WJ15              | 17 de novembre de 2008 | Kitt Peak            | Spacewatch           |
| 274792 | 2008 WF19              | 17 de novembre de 2008 | Kitt Peak            | Spacewatch           |
| 274793 | 2008 WG38              | 17 de novembre de 2008 | Kitt Peak            | Spacewatch           |
| 274794 | 2008 WR49              | 18 de novembre de 2008 | Catalina             | CSS                  |
| 274795 | 2008 WZ51              | 19 de novembre de 2008 | Kitt Peak            | Spacewatch           |
| 274796 | 2008 WB58              | 20 de novembre de 2008 | Mount Lemmon         | Mt. Lemmon Survey    |
| 274797 | 2008 WW63              | 24 de novembre de 2008 | Calvin-Rehoboth      | L. A. Molnar         |
| 274798 | 2008 WJ66              | 18 de novembre de 2008 | Catalina             | CSS                  |
| 274799 | 2008 WO71              | 31 de gener de 2006    | Kitt Peak            | Spacewatch           |
| 274800 | 2008 WP71              | 9 d'octubre de 1999    | Kitt Peak            | Spacewatch           |

## 274801-274900
| Nom                     | Designació provisional | Data de descobriment   | Lloc de descobriment | Descobridor/s      |
| ----------------------- | ---------------------- | ---------------------- | -------------------- | ------------------ |
| 274801                  | 2008 WR99              | 24 de novembre de 2008 | Mount Lemmon         | Mt. Lemmon Survey  |
| 274802                  | 2008 WS101             | 30 de novembre de 2008 | Socorro              | LINEAR             |
| 274803                  | 2008 WT113             | 30 de novembre de 2008 | Kitt Peak            | Spacewatch         |
| 274804                  | 2008 WV127             | 20 de novembre de 2008 | Bisei SG Center      | BATTeRS            |
| 274805                  | 2008 WE129             | 18 de novembre de 2008 | Kitt Peak            | Spacewatch         |
| 274806                  | 2008 XR7               | 1 de desembre de 2008  | Kitt Peak            | Spacewatch         |
| 274807                  | 2008 XU13              | 3 de desembre de 2008  | Mount Lemmon         | Mt. Lemmon Survey  |
| 274808                  | 2008 XC31              | 2 de desembre de 2008  | Kitt Peak            | Spacewatch         |
| 274809                  | 2008 XQ32              | 2 de desembre de 2008  | Kitt Peak            | Spacewatch         |
| 274810 Fedáksári        | 2008 YP25              | 27 de desembre de 2008 | Piszkéstető          | K. Sárneczky       |
| 274811                  | 2008 YH126             | 30 de desembre de 2008 | Kitt Peak            | Spacewatch         |
| 274812                  | 2009 BP6               | 18 de gener de 2009    | Socorro              | LINEAR             |
| 274813                  | 2009 BM42              | 16 de gener de 2009    | Kitt Peak            | Spacewatch         |
| 274814                  | 2009 JB16              | 14 de maig de 2009     | Kitt Peak            | Spacewatch         |
| 274815                  | 2009 KS8               | 25 de maig de 2009     | Hibiscus             | N. Teamo           |
| 274816                  | 2009 KR18              | 27 de maig de 2009     | Mount Lemmon         | Mt. Lemmon Survey  |
| 274817                  | 2009 NC1               | 15 de juliol de 2009   | La Sagra             | La Sagra           |
| 274818                  | 2009 NX1               | 12 de juliol de 2009   | Kitt Peak            | Spacewatch         |
| 274819                  | 2009 OR                | 16 de gener de 1997    | Kitt Peak            | Spacewatch         |
| 274820                  | 2009 OQ2               | 19 de juliol de 2009   | La Sagra             | La Sagra           |
| 274821                  | 2009 OW2               | 21 de juliol de 2009   | Plana                | F. Fratev          |
| 274822                  | 2009 OJ8               | 28 de juliol de 2009   | Tiki                 | N. Teamo           |
| 274823                  | 2009 OY19              | 30 de juliol de 2009   | Skylive              | F. Tozzi           |
| 274824                  | 2009 PV1               | 14 d'agost de 2009     | Marly                | P. Kocher          |
| 274825                  | 2009 PY8               | 15 d'agost de 2009     | Catalina             | CSS                |
| 274826                  | 2009 PX10              | 15 d'agost de 2009     | Socorro              | LINEAR             |
| 274827                  | 2009 PR11              | 15 d'agost de 2009     | Kitt Peak            | Spacewatch         |
| 274828                  | 2009 PD12              | 15 d'agost de 2009     | Catalina             | CSS                |
| 274829                  | 2009 PT14              | 15 d'agost de 2009     | Kitt Peak            | Spacewatch         |
| 274830                  | 2009 PK18              | 15 d'agost de 2009     | Kitt Peak            | Spacewatch         |
| 274831                  | 2009 PO18              | 15 d'agost de 2009     | Kitt Peak            | Spacewatch         |
| 274832                  | 2009 QN1               | 16 d'agost de 2009     | La Sagra             | La Sagra           |
| 274833                  | 2009 QQ1               | 16 d'agost de 2009     | Skylive              | F. Tozzi           |
| 274834                  | 2009 QR9               | 20 d'agost de 2009     | Socorro              | LINEAR             |
| 274835                  | 2009 QC11              | 22 d'agost de 2009     | Tzec Maun            | E. Schwab          |
| 274836                  | 2009 QT14              | 16 d'agost de 2009     | Kitt Peak            | Spacewatch         |
| 274837                  | 2009 QR16              | 16 d'agost de 2009     | Kitt Peak            | Spacewatch         |
| 274838                  | 2009 QL21              | 19 d'agost de 2009     | La Sagra             | La Sagra           |
| 274839                  | 2009 QD22              | 20 d'agost de 2009     | La Sagra             | La Sagra           |
| 274840                  | 2009 QO23              | 16 d'agost de 2009     | La Sagra             | La Sagra           |
| 274841                  | 2009 QQ23              | 16 d'agost de 2009     | La Sagra             | La Sagra           |
| 274842                  | 2009 QB28              | 19 d'agost de 2009     | Kitt Peak            | Spacewatch         |
| 274843 Mykhailopetrenko | 2009 QF30              | 24 d'agost de 2009     | Andrushivka          | Andrushivka        |
| 274844                  | 2009 QW32              | 27 d'agost de 2009     | Catalina             | CSS                |
| 274845                  | 2009 QB38              | 31 d'agost de 2009     | Bergisch Gladbac     | W. Bickel          |
| 274846                  | 2009 QO38              | 30 d'agost de 2009     | Taunus               | S. Karge, R. Kling |
| 274847                  | 2009 QW38              | 29 d'agost de 2009     | Taunus               | S. Karge, R. Kling |
| 274848                  | 2009 QL41              | 20 d'agost de 2009     | Kitt Peak            | Spacewatch         |
| 274849                  | 2009 QO41              | 20 d'agost de 2009     | La Sagra             | La Sagra           |
| 274850                  | 2009 QF48              | 28 d'agost de 2009     | La Sagra             | La Sagra           |
| 274851                  | 2009 QH48              | 26 d'agost de 2009     | Catalina             | CSS                |
| 274852                  | 2009 QB50              | 28 d'agost de 2009     | Kitt Peak            | Spacewatch         |
| 274853                  | 2009 QH62              | 29 d'agost de 2009     | La Sagra             | La Sagra           |
| 274854                  | 2009 QL63              | 17 d'agost de 2009     | Catalina             | CSS                |
| 274855                  | 2009 RB4               | 14 de setembre de 2009 | Socorro              | LINEAR             |
| 274856                  | 2009 RQ5               | 13 de setembre de 2009 | ESA OGS              | ESA OGS            |
| 274857                  | 2009 RU11              | 12 de setembre de 2009 | Kitt Peak            | Spacewatch         |
| 274858                  | 2009 RC15              | 12 de setembre de 2009 | Kitt Peak            | Spacewatch         |
| 274859                  | 2009 RN25              | 15 de setembre de 2009 | Kitt Peak            | Spacewatch         |
| 274860 Emilylakdawalla  | 2009 RE26              | 13 de setembre de 2009 | ESA OGS              | ESA OGS            |
| 274861                  | 2009 RH31              | 14 de setembre de 2009 | Kitt Peak            | Spacewatch         |
| 274862                  | 2009 RD35              | 14 de setembre de 2009 | Kitt Peak            | Spacewatch         |
| 274863                  | 2009 RA49              | 15 de setembre de 2009 | Kitt Peak            | Spacewatch         |
| 274864                  | 2009 RG50              | 15 de setembre de 2009 | Kitt Peak            | Spacewatch         |
| 274865                  | 2009 RC52              | 15 de setembre de 2009 | Kitt Peak            | Spacewatch         |
| 274866                  | 2009 RG53              | 15 de setembre de 2009 | Kitt Peak            | Spacewatch         |
| 274867                  | 2009 RJ54              | 15 de setembre de 2009 | Kitt Peak            | Spacewatch         |
| 274868                  | 2009 RM55              | 15 de setembre de 2009 | Kitt Peak            | Spacewatch         |
| 274869                  | 2009 RS55              | 15 de setembre de 2009 | Kitt Peak            | Spacewatch         |
| 274870                  | 2009 RH56              | 15 de setembre de 2009 | Kitt Peak            | Spacewatch         |
| 274871                  | 2009 RK59              | 15 de setembre de 2009 | Kitt Peak            | Spacewatch         |
| 274872                  | 2009 RT67              | 15 de setembre de 2009 | Mount Lemmon         | Mt. Lemmon Survey  |
| 274873                  | 2009 RT70              | 12 de setembre de 2009 | Kitt Peak            | Spacewatch         |
| 274874                  | 2009 RO71              | 15 de setembre de 2009 | Kitt Peak            | Spacewatch         |
| 274875                  | 2009 RD72              | 15 de setembre de 2009 | Kitt Peak            | Spacewatch         |
| 274876                  | 2009 RE74              | 15 de setembre de 2009 | Kitt Peak            | Spacewatch         |
| 274877                  | 2009 RO75              | 15 de setembre de 2009 | Kitt Peak            | Spacewatch         |
| 274878                  | 2009 SU12              | 16 de setembre de 2009 | Mount Lemmon         | Mt. Lemmon Survey  |
| 274879                  | 2009 SE13              | 16 de setembre de 2009 | Mount Lemmon         | Mt. Lemmon Survey  |
| 274880                  | 2009 ST14              | 18 de setembre de 2009 | Bisei SG Center      | BATTeRS            |
| 274881                  | 2009 SE25              | 16 de setembre de 2009 | Kitt Peak            | Spacewatch         |
| 274882                  | 2009 ST34              | 16 de setembre de 2009 | Kitt Peak            | Spacewatch         |
| 274883                  | 2009 SG39              | 16 de setembre de 2009 | Kitt Peak            | Spacewatch         |
| 274884                  | 2009 SK42              | 16 de setembre de 2009 | Kitt Peak            | Spacewatch         |
| 274885                  | 2009 SP43              | 16 de setembre de 2009 | Kitt Peak            | Spacewatch         |
| 274886                  | 2009 SH46              | 16 de setembre de 2009 | Kitt Peak            | Spacewatch         |
| 274887                  | 2009 SN55              | 17 de setembre de 2009 | Kitt Peak            | Spacewatch         |
| 274888                  | 2009 SB58              | 17 de setembre de 2009 | Kitt Peak            | Spacewatch         |
| 274889                  | 2009 SR60              | 17 de setembre de 2009 | Kitt Peak            | Spacewatch         |
| 274890                  | 2009 SV62              | 17 de setembre de 2009 | Mount Lemmon         | Mt. Lemmon Survey  |
| 274891                  | 2009 SN66              | 17 de setembre de 2009 | Kitt Peak            | Spacewatch         |
| 274892                  | 2009 SX66              | 17 de setembre de 2009 | Kitt Peak            | Spacewatch         |
| 274893                  | 2009 SA74              | 17 de setembre de 2009 | Kitt Peak            | Spacewatch         |
| 274894                  | 2009 SL74              | 17 de setembre de 2009 | Kitt Peak            | Spacewatch         |
| 274895                  | 2009 SQ77              | 17 de setembre de 2009 | Mount Lemmon         | Mt. Lemmon Survey  |
| 274896                  | 2009 SW80              | 18 de setembre de 2009 | Mount Lemmon         | Mt. Lemmon Survey  |
| 274897                  | 2009 SF81              | 18 de setembre de 2009 | Mount Lemmon         | Mt. Lemmon Survey  |
| 274898                  | 2009 SN86              | 18 de setembre de 2009 | Kitt Peak            | Spacewatch         |
| 274899                  | 2009 SV87              | 18 de setembre de 2009 | Kitt Peak            | Spacewatch         |
| 274900                  | 2009 SJ91              | 18 de setembre de 2009 | Kitt Peak            | Spacewatch         |

## 274901-275000
| Nom           | Designació provisional | Data de descobriment   | Lloc de descobriment | Descobridor/s                    |
| ------------- | ---------------------- | ---------------------- | -------------------- | -------------------------------- |
| 274901        | 2009 SB96              | 19 de setembre de 2009 | Kitt Peak            | Spacewatch                       |
| 274902        | 2009 SU102             | 24 de setembre de 2009 | Mayhill              | A. Lowe                          |
| 274903        | 2009 SK106             | 16 de setembre de 2009 | Mount Lemmon         | Mt. Lemmon Survey                |
| 274904        | 2009 SL107             | 16 de setembre de 2009 | Kitt Peak            | Spacewatch                       |
| 274905        | 2009 SR110             | 17 de setembre de 2009 | Kitt Peak            | Spacewatch                       |
| 274906        | 2009 SR111             | 18 de setembre de 2009 | Kitt Peak            | Spacewatch                       |
| 274907        | 2009 SP118             | 18 de setembre de 2009 | Kitt Peak            | Spacewatch                       |
| 274908        | 2009 SU128             | 18 de setembre de 2009 | Kitt Peak            | Spacewatch                       |
| 274909        | 2009 SD134             | 18 de setembre de 2009 | Kitt Peak            | Spacewatch                       |
| 274910        | 2009 SP136             | 18 de setembre de 2009 | Kitt Peak            | Spacewatch                       |
| 274911        | 2009 ST136             | 18 de setembre de 2009 | Kitt Peak            | Spacewatch                       |
| 274912        | 2009 SL138             | 18 de setembre de 2009 | Kitt Peak            | Spacewatch                       |
| 274913        | 2009 SZ138             | 18 de setembre de 2009 | Mount Lemmon         | Mt. Lemmon Survey                |
| 274914        | 2009 SB139             | 18 de setembre de 2009 | Mount Lemmon         | Mt. Lemmon Survey                |
| 274915        | 2009 SO142             | 19 de setembre de 2009 | Kitt Peak            | Spacewatch                       |
| 274916        | 2009 SH146             | 19 de setembre de 2009 | Mount Lemmon         | Mt. Lemmon Survey                |
| 274917        | 2009 SW149             | 20 de setembre de 2009 | Kitt Peak            | Spacewatch                       |
| 274918        | 2009 SU150             | 20 de setembre de 2009 | Kitt Peak            | Spacewatch                       |
| 274919        | 2009 SX153             | 20 de setembre de 2009 | Kitt Peak            | Spacewatch                       |
| 274920        | 2009 SS154             | 20 de setembre de 2009 | Kitt Peak            | Spacewatch                       |
| 274921        | 2009 SM156             | 20 de setembre de 2009 | Kitt Peak            | Spacewatch                       |
| 274922        | 2009 SH158             | 20 de setembre de 2009 | Kitt Peak            | Spacewatch                       |
| 274923        | 2009 SC161             | 21 de setembre de 2009 | La Sagra             | La Sagra                         |
| 274924        | 2009 SM161             | 21 de setembre de 2009 | Catalina             | CSS                              |
| 274925        | 2009 SY164             | 21 de setembre de 2009 | Kitt Peak            | Spacewatch                       |
| 274926        | 2009 SU168             | 22 de setembre de 2009 | Bergisch Gladbac     | W. Bickel                        |
| 274927        | 2009 SC169             | 24 de setembre de 2009 | Mount Lemmon         | Mt. Lemmon Survey                |
| 274928        | 2009 SU170             | 26 de setembre de 2009 | Taunus               | R. Kling, U. Zimmer              |
| 274929        | 2009 SF171             | 23 de setembre de 2009 | Mount Lemmon         | Mt. Lemmon Survey                |
| 274930        | 2009 SH185             | 21 de setembre de 2009 | Kitt Peak            | Spacewatch                       |
| 274931        | 2009 SD197             | 22 de setembre de 2009 | Kitt Peak            | Spacewatch                       |
| 274932        | 2009 SN201             | 22 de setembre de 2009 | Kitt Peak            | Spacewatch                       |
| 274933        | 2009 SP202             | 22 de setembre de 2009 | Kitt Peak            | Spacewatch                       |
| 274934        | 2009 SA203             | 22 de setembre de 2009 | Kitt Peak            | Spacewatch                       |
| 274935        | 2009 ST205             | 22 de setembre de 2009 | Kitt Peak            | Spacewatch                       |
| 274936        | 2009 SS206             | 23 de setembre de 2009 | Kitt Peak            | Spacewatch                       |
| 274937        | 2009 SU212             | 23 de setembre de 2009 | Kitt Peak            | Spacewatch                       |
| 274938        | 2009 SG219             | 24 de setembre de 2009 | Mount Lemmon         | Mt. Lemmon Survey                |
| 274939        | 2009 SK222             | 25 de setembre de 2009 | Mount Lemmon         | Mt. Lemmon Survey                |
| 274940        | 2009 SS233             | 21 de setembre de 2009 | Mount Lemmon         | Mt. Lemmon Survey                |
| 274941        | 2009 SG235             | 19 de setembre de 2009 | Mount Lemmon         | Mt. Lemmon Survey                |
| 274942        | 2009 SY236             | 14 de març de 2007     | Mount Lemmon         | Mt. Lemmon Survey                |
| 274943        | 2009 SZ238             | 16 de setembre de 2009 | Catalina             | CSS                              |
| 274944        | 2009 SF244             | 17 de setembre de 2009 | Kitt Peak            | Spacewatch                       |
| 274945        | 2009 SJ261             | 22 de setembre de 2009 | Kitt Peak            | Spacewatch                       |
| 274946        | 2009 SE263             | 23 de setembre de 2009 | Mount Lemmon         | Mt. Lemmon Survey                |
| 274947        | 2009 SD267             | 23 de setembre de 2009 | Mount Lemmon         | Mt. Lemmon Survey                |
| 274948        | 2009 SV273             | 25 de setembre de 2009 | Kitt Peak            | Spacewatch                       |
| 274949        | 2009 SO277             | 25 de setembre de 2009 | Kitt Peak            | Spacewatch                       |
| 274950        | 2009 SH278             | 25 de setembre de 2009 | Kitt Peak            | Spacewatch                       |
| 274951        | 2009 ST278             | 25 de setembre de 2009 | Kitt Peak            | Spacewatch                       |
| 274952        | 2009 SM283             | 25 de setembre de 2009 | Kitt Peak            | Spacewatch                       |
| 274953        | 2009 SY291             | 26 de setembre de 2009 | Kitt Peak            | Spacewatch                       |
| 274954        | 2009 SJ295             | 27 de setembre de 2009 | Mount Lemmon         | Mt. Lemmon Survey                |
| 274955        | 2009 SR299             | 29 de setembre de 2009 | Mount Lemmon         | Mt. Lemmon Survey                |
| 274956        | 2009 SV299             | 17 de setembre de 2009 | Mount Lemmon         | Mt. Lemmon Survey                |
| 274957        | 2009 SP300             | 16 de setembre de 2009 | Kitt Peak            | Spacewatch                       |
| 274958        | 2009 SH302             | 16 de setembre de 2009 | Mount Lemmon         | Mt. Lemmon Survey                |
| 274959        | 2009 SS304             | 17 de setembre de 2009 | Kitt Peak            | Spacewatch                       |
| 274960        | 2009 SD320             | 20 de setembre de 2009 | Mount Lemmon         | Mt. Lemmon Survey                |
| 274961        | 2009 SV326             | 17 de setembre de 2009 | Mount Lemmon         | Mt. Lemmon Survey                |
| 274962        | 2009 SM327             | 25 de setembre de 2009 | Catalina             | CSS                              |
| 274963        | 2009 SF329             | 16 de setembre de 2009 | Mount Lemmon         | Mt. Lemmon Survey                |
| 274964        | 2009 SE331             | 19 de setembre de 2009 | Catalina             | CSS                              |
| 274965        | 2009 SL333             | 27 de setembre de 2009 | Mount Lemmon         | Mt. Lemmon Survey                |
| 274966        | 2009 SV333             | 17 de setembre de 2009 | Kitt Peak            | Spacewatch                       |
| 274967        | 2009 SG342             | 16 de setembre de 2009 | Kitt Peak            | Spacewatch                       |
| 274968        | 2009 SS342             | 16 de setembre de 2009 | Kitt Peak            | Spacewatch                       |
| 274969        | 2009 SJ346             | 24 de setembre de 2009 | Kitt Peak            | Spacewatch                       |
| 274970        | 2009 SK347             | 28 de setembre de 2009 | Mount Lemmon         | Mt. Lemmon Survey                |
| 274971        | 2009 SU347             | 16 de setembre de 2009 | Kitt Peak            | Spacewatch                       |
| 274972        | 2009 SO348             | 22 de setembre de 2009 | Mount Lemmon         | Mt. Lemmon Survey                |
| 274973        | 2009 SP348             | 18 de setembre de 2009 | Catalina             | CSS                              |
| 274974        | 2009 SH351             | 29 de setembre de 2009 | Mount Lemmon         | Mt. Lemmon Survey                |
| 274975        | 2009 SE353             | 16 de setembre de 2009 | Kitt Peak            | Spacewatch                       |
| 274976        | 2009 SR355             | 7 d'abril de 2003      | Kitt Peak            | Spacewatch                       |
| 274977        | 2009 SH356             | 16 de setembre de 2009 | Kitt Peak            | Spacewatch                       |
| 274978        | 2009 SH360             | 27 de setembre de 2009 | Mount Lemmon         | Mt. Lemmon Survey                |
| 274979        | 2009 SP360             | 29 de setembre de 2009 | Mount Lemmon         | Mt. Lemmon Survey                |
| 274980        | 2009 SL362             | 21 de setembre de 2009 | Mount Lemmon         | Mt. Lemmon Survey                |
| 274981 Petrsu | 2009 TV2               | 12 d'octubre de 2009   | Tzec Maun            | A. O. Novichonok, D. N. Chestnov |
| 274982        | 2009 TO3               | 11 d'octubre de 2009   | La Sagra             | La Sagra                         |
| 274983        | 2009 TH4               | 13 d'octubre de 2009   | Mayhill              | A. Lowe                          |
| 274984        | 2009 TD5               | 11 d'octubre de 2009   | La Sagra             | La Sagra                         |
| 274985        | 2009 TW5               | 11 d'octubre de 2009   | La Sagra             | La Sagra                         |
| 274986        | 2009 TY6               | 12 d'octubre de 2009   | La Sagra             | La Sagra                         |
| 274987        | 2009 TB7               | 12 d'octubre de 2009   | La Sagra             | La Sagra                         |
| 274988        | 2009 TG9               | 13 d'octubre de 2009   | La Sagra             | La Sagra                         |
| 274989        | 2009 TS11              | 14 d'octubre de 2009   | Bergisch Gladbac     | W. Bickel                        |
| 274990        | 2009 TO14              | 12 d'octubre de 2009   | La Sagra             | La Sagra                         |
| 274991        | 2009 TQ14              | 12 d'octubre de 2009   | La Sagra             | La Sagra                         |
| 274992        | 2009 TE15              | 13 d'octubre de 2009   | Socorro              | LINEAR                           |
| 274993        | 2009 TB17              | 14 d'octubre de 2009   | La Sagra             | La Sagra                         |
| 274994        | 2009 TM21              | 12 d'octubre de 2009   | La Sagra             | La Sagra                         |
| 274995        | 2009 TB23              | 14 d'octubre de 2009   | La Sagra             | La Sagra                         |
| 274996        | 2009 TC23              | 14 d'octubre de 2009   | La Sagra             | La Sagra                         |
| 274997        | 2009 TG25              | 14 d'octubre de 2009   | Catalina             | CSS                              |
| 274998        | 2009 TA26              | 14 d'octubre de 2009   | Purple Mountain      | PMO NEO Survey Program           |
| 274999        | 2009 TE27              | 14 d'octubre de 2009   | La Sagra             | La Sagra                         |
| 275000        | 2009 TV29              | 15 d'octubre de 2009   | Mount Lemmon         | Mt. Lemmon Survey                |